# Mustafa Kemal Atatürk
Pour les articles homonymes, voir Atatürk (homonymie).
Mustafa Kemal Pacha (en turc ottoman : مصطفى كمال پاشا, en turc : Mustafa Kemal Paşa), appelé Atatürk à partir de 1934, est un militaire et homme d'État turc né à Thessalonique en 1881 (officiellement le 19 mai) et mort à Istanbul le 10 novembre 1938. Il est le fondateur et premier président de la république de Turquie de 1923 à sa mort.
Il s'illustre lors de la Guerre de Libye où il est blessé de l’œil gauche, puis lors de la Première Guerre mondiale, où il devient un héros national en contribuant à la victoire inattendue sur les Alliés dans la bataille des Dardanelles (1915). Durant l'occupation alliée de l’Empire ottoman, il refuse de voir la nation démembrée par le traité de Sèvres. Accompagné de partisans, il se révolte contre le gouvernement impérial du sultan et crée un deuxième pouvoir politique à Ankara. C'est de cette ville qu'il mène la résistance contre les occupants lors de la guerre d'indépendance turque.
Sous son ordre, les forces turques de Kâzım Karabekir et de Ali Saip Ursavaş vainquent les armées arméniennes et françaises. Il défait ensuite sous son commandement les armées grecques qui occupent la ville et la région d’Izmir, la Thrace orientale et des îles de Gökçeada, Bozcaada, et Cunda en mer Égée. Après la bataille de la Sakarya d'août à septembre 1921, la Grande Assemblée nationale de Turquie lui donne le titre de « Gazi » (« Le Victorieux »). Il parvient à repousser définitivement les armées grecques hors de Turquie. À la suite de ces victoires, les forces alliées s’engagent à quitter le pays.
Inspiré par la Révolution française, il profite de ce qu’il considère comme une trahison du sultan Mehmed VI lors de l'armistice de Moudros de 1918 pour mettre un terme à son règne le 1er novembre 1922.
Un an après la guerre d'indépendance turque, en octobre 1923, il déplace la capitale à Ankara, puis ce même mois, la Grande Assemblée nationale de Turquie proclame la République et il devient ainsi le premier président de la république de Turquie. Il occidentalise le pays à travers plusieurs réformes radicales dans une volonté farouche de rupture avec le passé impérial ottoman et islamique. Ainsi, il inscrit la laïcité dans la nouvelle constitution (en) adoptée en 1924, supprime l'islam en tant que religion officielle, tout en continuant de l'encadrer par le pouvoir étatique, abolit les instances chariatiques, donne le droit de vote aux femmes, et remplace l’alphabet arabe par l’alphabet latin. Sous sa présidence autoritaire dotée d'un parti unique, la Turquie a mené une révolution sociale et culturelle sans précédent généralement appelée « révolution kémaliste ». Le 24 novembre 1934, l'Assemblée lui donne le nom d’« Atatürk », mot-à-mot le « Turc-Père », au sens de « Turc comme l’étaient les anciens », « Ata » voulant dire ancêtre.
Il meurt d’une cirrhose à l’âge de 57 ans. Au cours de funérailles nationales, il est enterré au musée ethnographique d’Ankara. Il repose aujourd’hui dans le mausolée dit de l’Anıtkabir à Ankara.

## Biographie

### Origine du nom
Le prénom « Kemal » (en arabe : كمال), signifiant « perfection » ou « intégrité » en arabe et en persan, a été ajouté au nom de naissance de Mustafa par l’un de ses professeurs durant ses années d’études au lycée militaire de Monastir. Ce professeur, Mustafa Sabri Bey (ou parfois attribué à un autre enseignant nommé Mehmed Naci), impressionné par les capacités intellectuelles du jeune élève, décida de le distinguer en lui attribuant ce second prénom pour refléter son excellence académique,.
Le nom complet « Mustafa Kemal » s’est ensuite imposé et est resté associé à sa personne tout au long de sa carrière militaire et politique. Le nom de famille « Atatürk », signifiant « père des Turcs », lui a été attribué plus tard par la Grande Assemblée nationale de Turquie en 1934, dans le cadre de la loi sur les noms de famille. Le nom « Atatürk » a été réservé exclusivement à Mustafa Kemal par une loi interdisant à toute autre personne de le porter.

### Jeunesse et activités politiques

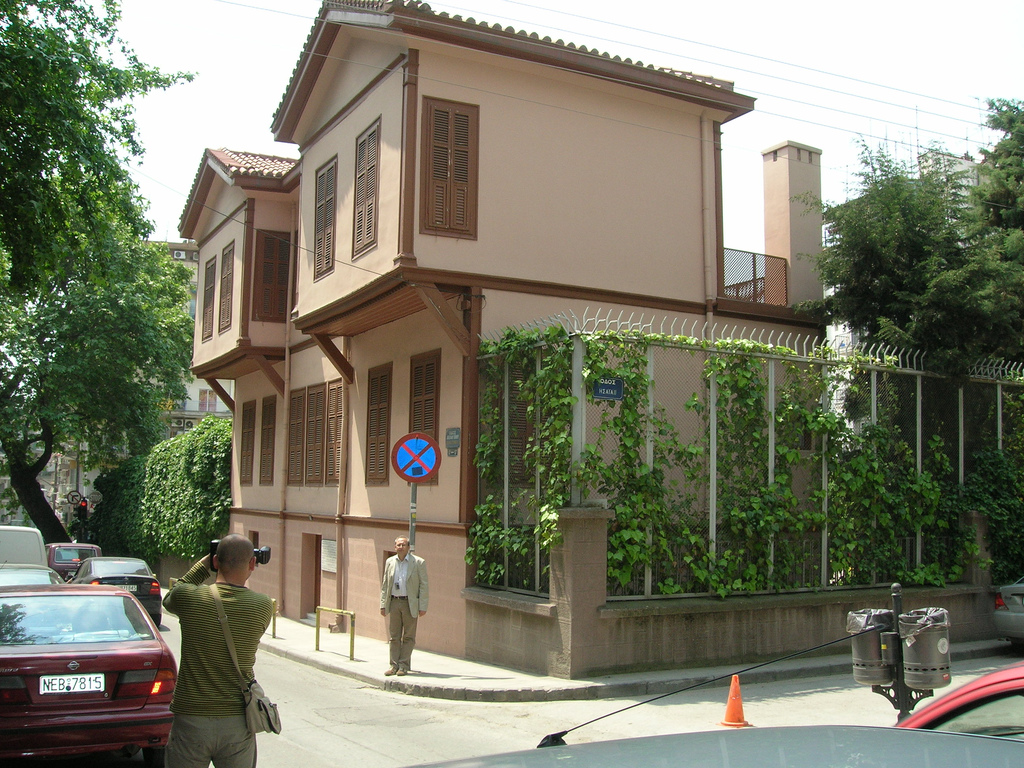
Maison natale de Mustafa Kemal à Thessalonique.

Mustafa Kemal Atatürk nait entre décembre 1880 et mai 1881, avenue Islâhhâne dans le quartier de Kocakasım, à Thessalonique, alors appelée Salonique et plus grande ville de l'Empire ottoman en Roumélie. Sa maison natale est actuellement le siège du consulat turc et abrite également un musée. La date exacte de sa naissance est inconnue. L'historiographie officielle le fait cependant naître le 19 mai, en référence à la date du déclenchement de la guerre d'indépendance turque, le 19 mai 1919.
Son père se nomme Ali Rıza Efendi et sa mère Zübeyde Hanım. Son grand-père paternel Hafız Ahmet Efendi descend des tribus nomades Kocacık Yörükleri (Turkmènes Yörüks), originaires de Konya et d’Aydın établies en Macédoine aux XIVe siècle et XVe siècle. Sa mère appartient à une vieille famille établie au bourg de Langaza dans les environs de la même ville. Des cinq frères et sœurs d’Atatürk, Makbule survécut seule, jusqu’en 1956 : Fatma (1872-1875), Ahmet (1874-1883) et Ömer (1873-1883) sont morts prématurément de la diphtérie et Naciye (1889-1901) succomba à la tuberculose.
Mustafa Kemal commence son éducation à l’école coranique du quartier de Hafız Mehmet Efendi, puis, suivant la volonté de son père, entre à l’école laïque privée Şemsi Efendi en 1886. Il garde un très mauvais souvenir des cours coraniques dans lesquels le maître religieux leur faisait apprendre par cœur des versets en arabe, langue dont aucun des élèves ne comprenait un mot. C’est à cette époque que son père meurt, en 1888. Sa mère s’installe alors à une trentaine de kilomètres de Thessalonique dans une ferme où travaille son frère. Mustafa Kemal doit cesser sa scolarisation pour devenir berger. Devant son refus de recevoir l’enseignement d’un pope grec, puis d’un imam, sa mère décide alors de le rescolariser à Thessalonique où il est hébergé chez sa tante. Élevé par des femmes, il prend donc très jeune conscience de la condition difficile des Ottomanes.
En 1893, alors qu’il a douze ans, il se présente au concours d’entrée au collège militaire sans en parler à quiconque. Sa mère craint les vicissitudes et les conditions difficiles de la vie militaire dans l’Empire ottoman. Diplômé du collège militaire de Salonique en 1896, il est admis à l'École des cadets à Monastir (aujourd'hui Bitola en Macédoine du Nord). C’est dans cette école que son professeur de mathématiques Mustafa Bey décide d'ajouter « Kemal » (« parfait, complet » en arabe) à son nom pour ses talents en mathématiques, parce que « deux Mustafa dans la même classe, c'est trop ».
De 1896 à 1899, il termine deuxième de sa promotion au lycée militaire de Monastir. Ces trois années passées à Monastir, ont fortement marqué sa personnalité. Grâce à un condisciple, Ömer Naci, il a découvert la littérature, et commence à composer des poèmes pendant une assez longue période. D'autre part, les textes d'écrivains français du siècle des Lumières, surtout ceux de Voltaire, Rousseau, Camille Desmoulins et Montesquieu, puis ceux d'Auguste Comte lui ont révélé les principes des républicains français, et en partie européens mais il est également un fin admirateur de la France révolutionnaire et de Napoléon Ier.
Bien qu'il veuille se porter volontaire pour la guerre gréco-turque qui commence le 19 avril 1897, il ne peut pas aller au front parce qu'il est étudiant à l'école préparatoire et parce qu'il a seulement 16 ans.
Durant son séjour à Monastir, il revenait régulièrement à Salonique pour les vacances scolaires, y passait de longues soirées dans les cafés grecs avec ses camarades d'enfance, et y découvrit les plaisirs charnels tarifés ; il fréquentait également des cours où il apprenait à danser la valse et la polka et passait surtout beaucoup de temps chez des frères enseignants auprès desquels il perfectionnait son français. Le remariage de sa mère, pour des raisons financières, avec Ragıp, un père de famille veuf, l'indisposant, il ne rentrait chez lui que pour dormir.
À cette époque, les seules études supérieures possibles étaient les études de théologie et les études militaires. Il entre à l’école de guerre de Constantinople le 13 mars 1899. Mustafa Kemal ne figure pas parmi les bons élèves de l'École militaire : depuis son arrivée à Constantinople, sa vie, jadis studieuse, avait sérieusement été perturbée : il se rend compte que la capitale se compose en fait de deux villes juxtaposées, totalement différentes l'une de l'autre : au sud de la Corne d'Or se trouve la cité musulmane avec ses rues tortueuses, des hommes qui vaquent à leurs affaires de l'aube au crépuscule arrêtant leur activité dès que l'appel à la prière retentit pour se précipiter dans les mosquées ; des femmes dans leurs tchadors qu'il décrit comme des fantômes noirs rasant les murs ; dès la nuit tombée, ce secteur turc devient silencieux et désert ; au nord, le quartier de Péra, habité surtout par des étrangers, a un visage très différent : hôtels, théâtres, ambassades, salles de jeu, clubs, tavernes et autres lieux de plaisir se succèdent ; c'est dans cette ambiance qu'il sera absorbé lors de sa première année d'étude et ne s'était pas distingué aux yeux de ses professeurs. Il avait fini par se ressaisir et était considéré comme un élève brillant lors de la remise des diplômes. Il quitte l'École militaire en 1902 avec le grade de lieutenant.

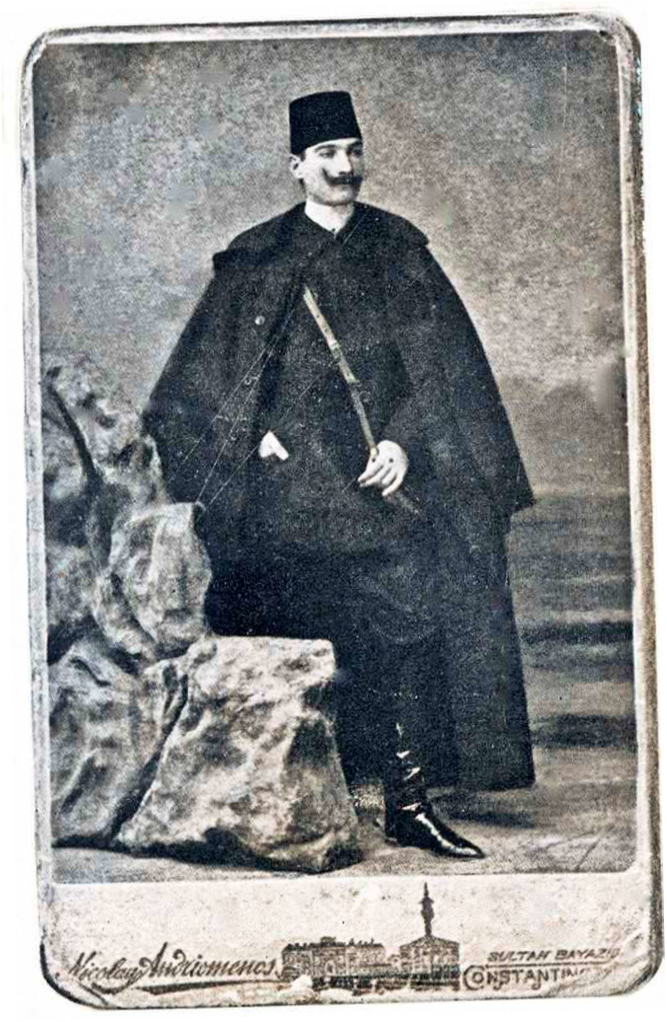
Mustafa Kemal en 1905

Il excelle particulièrement dans les matières se rattachant à l'art de la guerre. En parallèle, il se cultive dans différents domaines, surtout par ses lectures. En ce qui concerne la politique, ses positions deviennent de plus en plus précises : en français, il relit les écrivains qu'il avait découverts à Monastir et suit avec un vif intérêt l'actualité à travers la presse qui arrive de Paris. En turc, il lit en cachette les ouvrages de Namık Kemal et ceux d'autres intellectuels progressistes interdits par la censure impériale.
Il entreprend ensuite des études à l'Académie militaire, qu'il achève le 11 janvier 1905 avec le grade de capitaine d'état-major. Il pourra bientôt faire preuve sur le terrain des compétences qu'il a acquises en six années d'études.
À l'Académie, il n'a jamais caché qu'il était de plus en plus habité par des projets révolutionnaires. Il lisait les œuvres de John Stuart Mill, dont il partageait les idées, tout particulièrement celles concernant la libération politique de la femme. Il avait aussi lu des ouvrages sur Napoléon, qu'il admirait malgré quelques réserves. Un comité secret qu'il avait formé, au sein même de l'Académie, appelé Vatan, rédigeait et diffusait discrètement un journal manuscrit : il était l'auteur de tous les textes qui dénonçaient les tares du régime. Le palais, qui avait eu vent de cette activité clandestine, avait ordonné au directeur de l'établissement de surveiller de près ces contestataires, mais le directeur avait fait semblant de ne rien remarquer.
Diplôme en poche, il décide de louer une chambre avec quelques-uns de ses camarades dans le quartier de Beyazit. Plusieurs officiers de sa promotion, dont son ami Ali Fuat Cebesoy, avaient pris l'habitude de se réunir pour discuter, avec un esprit critique, des affaires du pays et lire des ouvrages interdits. Cependant ils ignoraient que Fethi, un jeune homme démuni qu'ils hébergeaient, était en réalité un espion du palais. À la suite de sa dénonciation, ils se font arrêter avec ses amis du comité le 29 décembre 1904. Ils sont incarcérés à la prison rouge de Constantinople, mais faute de preuves, il est décidé de leur rendre la liberté, à condition que leur premier poste soit éloigné de la capitale. Mustafa Kemal et Ali Fuad avaient espéré un poste proche de Constantinople, en Thrace ou en Macédoine, mais ils furent dépêchés à Damas au sein de la 5e armée, dans le but d'effectuer un stage dans le 30e régiment de cavalerie où il fut chargé de parfaire la formation et l'entraînement d'officiers en les initiant aux théories stratégiques modernes afin de combattre les rebelles druzes.
Durant son séjour à Damas, il rencontre des dizaines d’officiers hostiles au sultan et au régime impérial. Il décide de créer une association révolutionnaire, Patrie et liberté, qui vise à combattre et à renverser le sultan.

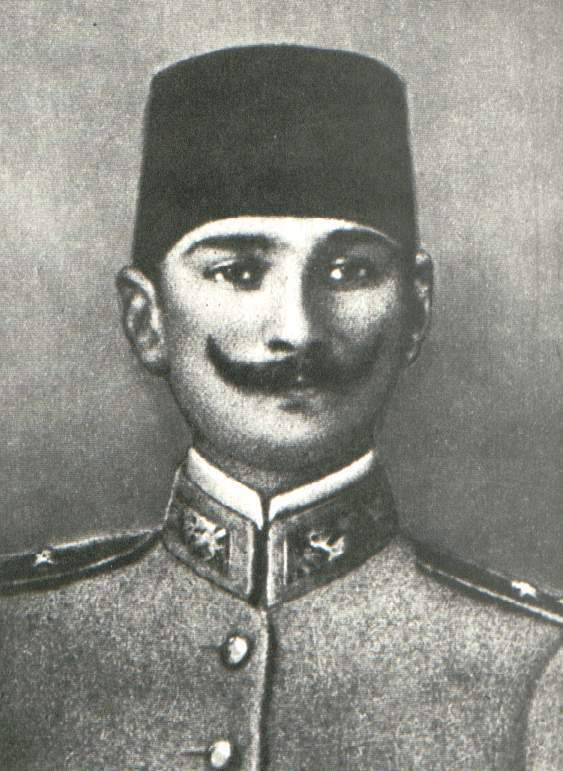
Mustafa Kemal, 1906, Damas.

L'organisation grandit rapidement et possède bientôt des ramifications dans toutes les unités syriennes ; en mars 1906, il a déjà créé des cellules à Jérusalem, Jaffa, et Beyrouth mais se rend compte qu'il ne pourra compter sur les Arabes qui peuplent la région pour soutenir son action : ceux-ci sont absolument indifférents au sort de l'empire, dont la tutelle les gêne plus qu'elle ne les comble. Pour Mustafa Kemal, la Macédoine reste incontestablement le lieu le plus propice pour fomenter des troubles politiques.
En août 1906, il passe clandestinement à Salonique où il se rend tout de suite chez sa mère. Grâce à un colonel de l'état-major, il obtient un congé maladie de quatre mois : il lui devenait ainsi possible de se montrer partout à Salonique sans crainte de se faire repérer. En peu de temps, il avait créé la cellule salonicienne de Patrie et liberté. Le nombre des premiers membres ne dépassait guère la demi-douzaine. Une nuit, ils s'étaient tous réunis chez l'un d'entre eux et Mustafa Kemal avait rappelé les trois objectifs de l'association avant de poser un revolver sur la table : il préférait que la prestation de serment soit faite sur cette arme plutôt que sur le Coran, comme le voulaient les traditions ottomanes. Peu de temps après cette cérémonie, il apprend par un ami que sa fugue avait été découverte par ses supérieurs et qu'il était activement recherché en tant que déserteur. Il finit par retourner à Jaffa. Afin de couvrir sa fugue, un commandant l'envoie immédiatement sur le front d'Akaba ; après la victoire là-bas, il retrouve son poste à Damas. En novembre 1907, il obtient le rang de kolağası (entre capitaine et commandant) et reçoit l'ordre de rejoindre la 3e armée en Macédoine, région en proie à une agitation permanente attisée par des nationalistes liés aux minorités. Le fait d'avoir été muté de Damas à Salonique permet officiellement à Mustafa Kemal de se retrouver sur le terrain idéal pour ses activités révolutionnaires.
Là, il découvre une puissante organisation révolutionnaire : le Comité Union et Progrès qui a absorbé le groupuscule Patrie et liberté à Salonique. Cette autre association révolutionnaire est mieux structurée, possédant de nombreuses ramifications à travers tout l'empire ainsi qu'à l'étranger. Parmi ses plus hauts responsables figurent le colonel Djemal et Talaat. Les formalités d'admission inspirées du rituel maçonnique ne lui plaisent pas : le candidat, avec les yeux bandés, est reçu par trois individus masqués et portant une pèlerine ; il prête serment tout en posant sa main sur le Coran puis sur l'épée. Mustafa Kemal est irrité par l'immixtion d'un élément religieux dans une entreprise qui se veut d'abord patriotique. Avec son franc-parler habituel, il agace les principaux meneurs des unionistes qui recherchent sans cesse les moyens de l'éloigner autant que possible de leur siège central. Mustafa Kemal adhère à la loge Vedata. Cette loge est composée en grande partie d'étrangers, ce qui le pousse à la quitter. Il a ridiculisé les rituels des francs-maçons.

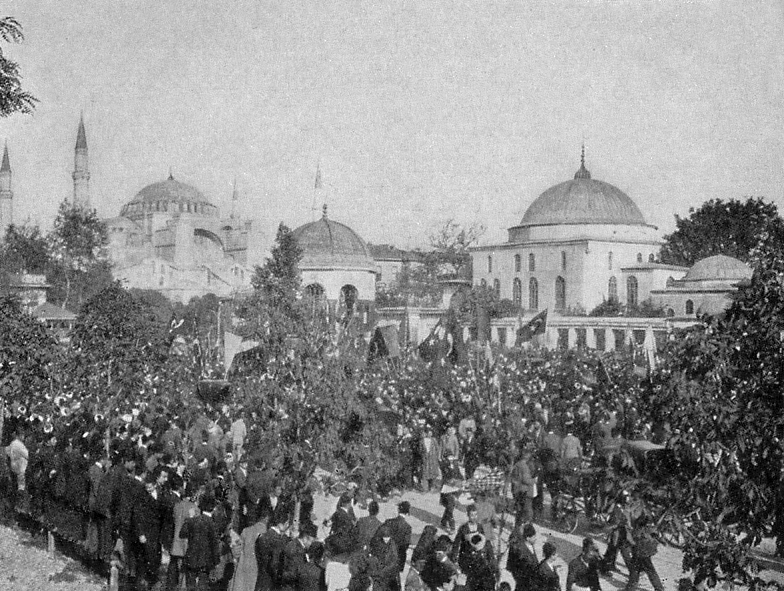
Manifestation contre le sultan à Constantinople, 1908.

Au printemps 1908, la révolution des Jeunes-Turcs éclate. Ahmed Niyazi Bey (en), l'un des dirigeants du mouvement, s'isole avec une poignée de partisans dans les montagnes macédoniennes. Mais Mustafa Kemal ne suit pas immédiatement le mouvement. Il est persuadé que la révolution sera un échec. Le sultan dépêche l'armée pour mater les maquisards, mais l'armée se révolte à son tour contre le sultan. Celui-ci rejette toutes les fautes sur ses conseillers et annonce la création d'un gouvernement constitutionnel. C'est une victoire pour les Jeunes-Turcs qui s'empressent de rétablir la constitution de 1876.
En 1911, il commence à travailler sous le commandement du chef d'état-major à Constantinople.

### Période militaire

#### Bataille de Tobrouk

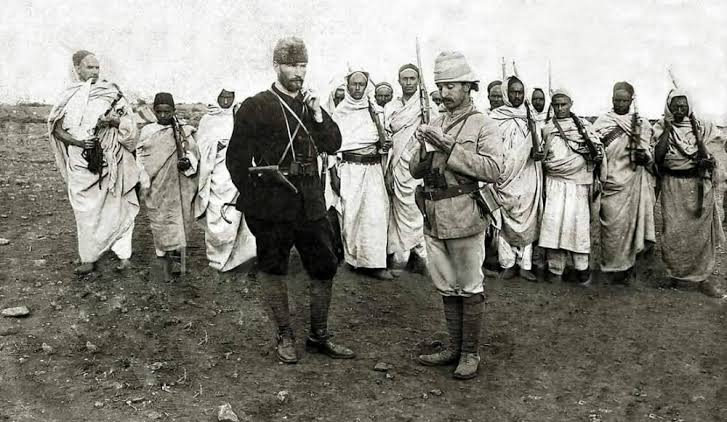
Mustafa Kemal (à gauche) à la bataille de Tripoli.

L'armée ottomane manque de cadres dans ce pays et confie à Mustafa Kemal un poste dans la région de Tobrouk et de Derna. Le 22 décembre 1911 Mustafa Kemal est victorieux lors d'une contre-offensive qui permet de repousser l'armée italienne. Après cette victoire à Tobrouk, il prend le commandement militaire de Derna le 6 mars 1912.
Mais en octobre 1912, le Monténégro déclare la guerre à l'Empire ottoman, et est immédiatement suivi de la Serbie, de la Bulgarie et de la Grèce. Le gouvernement turc conclut en toute hâte un traité de paix avec les Italiens et ordonne à ses troupes d'évacuer la Libye. Mustafa Kemal rentre en Turquie.

#### Guerre des Balkans
Mustafa Kemal prend alors part à la première guerre balkanique. Il est chef d'état-major d'une division chargée de défendre la ligne de fortifications située en travers de la presqu'île de Gallipoli en face de Bulaïr. Au cas où cette position stratégique serait prise par les Bulgares, ils contrôleraient alors les Dardanelles, d'où ils pourraient envahir l'Anatolie et prendre Constantinople à revers. Les Bulgares lancent huit offensives qui sont toutes repoussées. Les villes de Dimetoka et d'Edirne sont reprises à l'ennemi. C'est une victoire pour Kemal.
À la fin de la guerre balkanique, le triumvirat confie la réorganisation de l'armée ottomane à l'Allemagne, ce qui irrite les officiers ottomans, dont Mustafa Kemal, qui ne cessent de dénoncer la germanophilie d'Enver Pacha. Pour se débarrasser de lui, ce dernier le nomme au poste de lieutenant-colonel et l'expédie comme attaché militaire à Sofia en 1913.

### Première Guerre mondiale

#### Bataille des Dardanelles

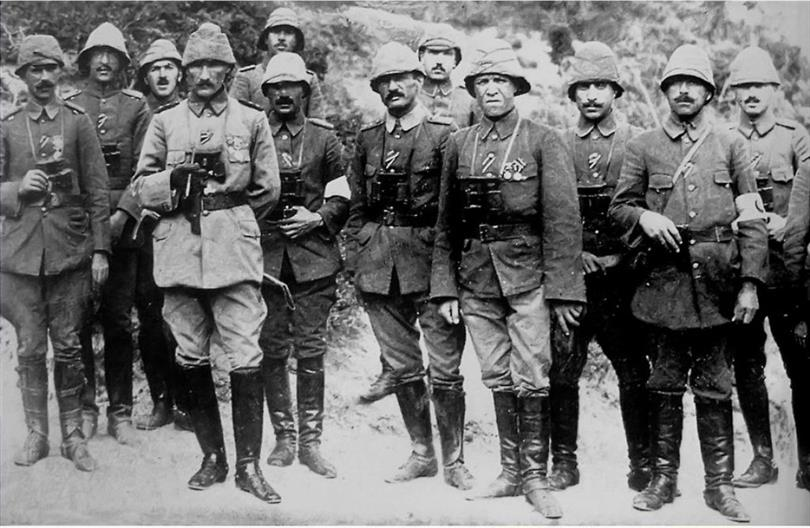
Mustafa Kemal au milieu de ses hommes.

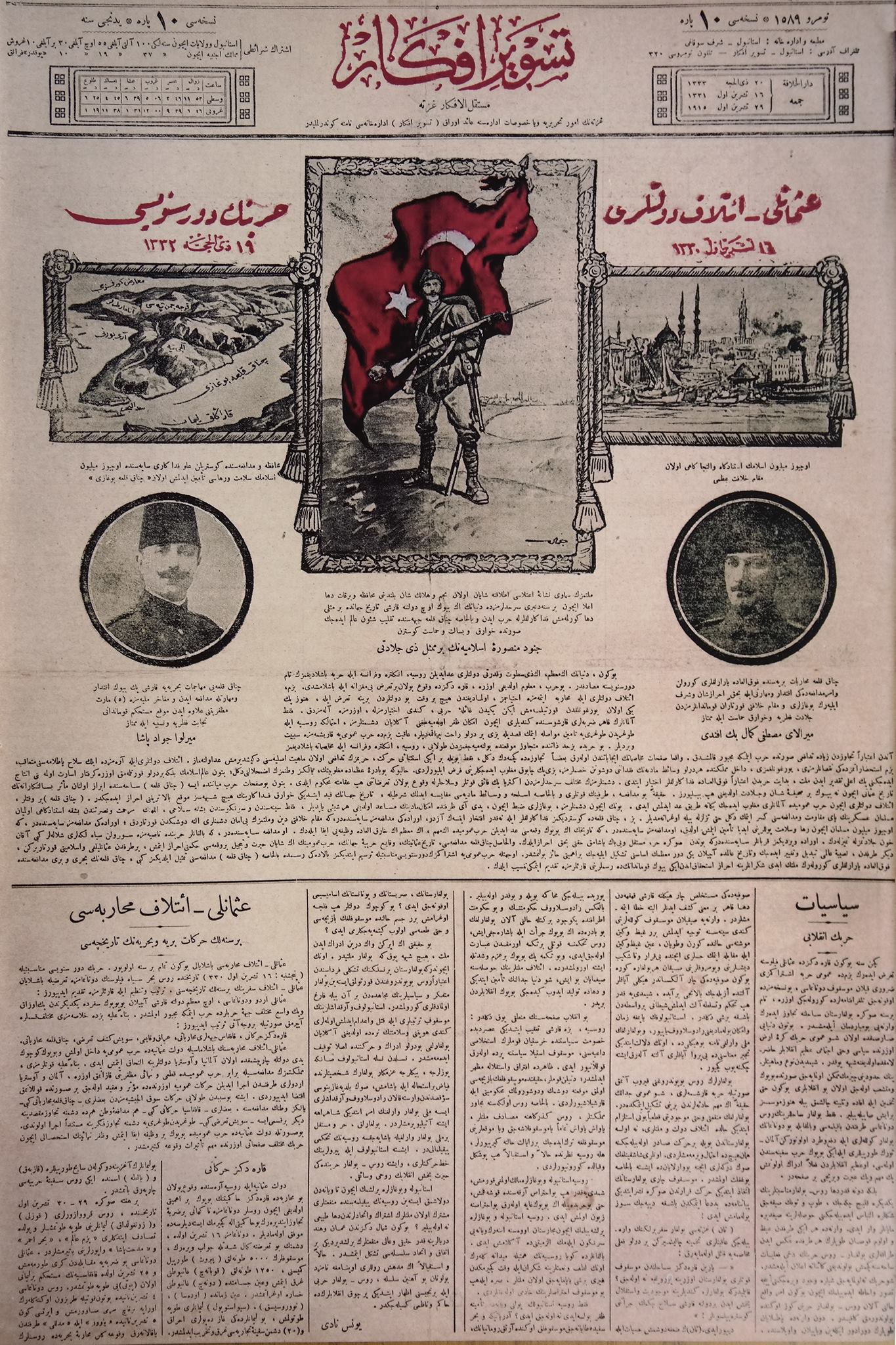
Cevat Pacha et Mustafa Kemal Bey sur le quotidien Tasvîr-i Efkâr du 29 octobre 1915.

À la suite de l'entrée en guerre de l'Empire ottoman au côté de l'Allemagne et de l'Autriche-Hongrie, Hakki Pacha affecte Kemal dans une unité commandée par le général allemand Liman von Sanders. Convaincu que l'attaque des Alliés se passera à Gallipoli, il y installe son quartier général.
L'attaque des Alliés contre Gallipoli se précise. Von Sanders prépare ses troupes à défendre une côte longue de 80 km. Ne sachant pas où aurait lieu l'attaque principale, il crée trois unités de 20 000 hommes chacune se répartissant sur la côte. Mustafa Kemal reçoit le commandement du groupe situé devant le cap Hellès, au sud de la péninsule. (Voir article détaillé : Débarquement au Cap Helles).

Carte des Dardanelles.

Sanders charge Kemal de créer la 19e division à Tekirdağ, une brigade composée de Turcs et d'Arabes, à l'arrière des zones de débarquement.
L'attaque franco-britannique a lieu le 25 avril 1915. Mustafa Kemal, se trouve devant l'attaque principale. Il parvient à stopper la progression des Australiens pendant la journée que durent les combats. À la nuit tombante, la crête est toujours entre les mains des Ottomans. Mustafa Kemal contre-attaque durant la nuit et la journée qui suivent, sans parvenir à repousser les Australiens. Il est cependant promu au rang de colonel pour avoir tenu la place.
Vers le début du mois de juin, il découvre un point faible dans les lignes ennemies et décide d'y effectuer une percée. L'attaque, préparée pour le 28 juin, doit être exécutée par un régiment turc d'élite, nouvellement arrivé à Gallipoli. L'offensive se solde par un échec cuisant, et le 18e régiment d'infanterie est décimé.
Les Australiens, qui avaient pris entretemps un avantage stratégique en prenant la crête de la colline, se préparent à lancer une nouvelle offensive. Le général von Sanders confie à Mustafa Kemal le commandement du seul corps d'armée présent sur la presqu'île.
Dès l'aube, les deux attaques se déclenchent simultanément. Après une terrible bataille, les Turcs en ressortent vainqueurs, empêchant la progression des Australiens. Après cette victoire, Mustafa Kemal se dirige au sud pour prendre le commandement de la bataille de Chonuk-Baïr (en).
Le combat éclate en pleine nuit. Après une longue bataille, les Ottomans balayent les deux bataillons britanniques et rejettent les troupes néo-zélandaises à la mer. Les Britanniques renouvellent leur offensive par deux fois, le 21 et le 22 août, mais ils sont repoussés.
Après ce succès, Mustafa Kemal est promu au rang de pacha - général - et commande l'ensemble du front d'Anafarta.
Durant la bataille des Dardanelles, l'Empire Ottoman, au prix de 253 000 victimes, est parvenu à protéger les Détroits, passage éminemment stratégique. Pendant la bataille, Mustafa Kemal déclare à ses hommes : « Je ne vous ordonne pas de combattre, mais de mourir. »

#### Autres batailles et activités politiques
En 1916, il se voit confier le commandement du 16e corps d'armée au Caucase puis celui de la 2e armée à Diyarbakır où, avec l'aide du général Kazım Karabekir et de son chef d'état-major, le colonel İsmet İnönü, il entreprend de reconstituer complètement les troupes mises à mal avec pour objectif de résister aux forces tsaristes. La révolution bolchevique de 1917 désorganise l'armée du Tsar et Kemal lance une offensive contre les provinces arméniennes : il reprend Muş et Bitlis. Il se prépare à marcher sur Batoumi, lorsqu'il est rappelé en Syrie où les Britanniques soutiennent les indépendantistes arabes. Il est intégré sous les ordres du général allemand Erich von Falkenhayn où lui est confié le commandement de la 7e armée de « l'Asien-Korps ». Il est rapidement démis de ses fonctions pour causes médicales (paludisme).
Il passe sa convalescence à Constantinople, où il reçoit les officiers opposés à la présence allemande dans le pays. Il est envoyé en 1918 en Allemagne avec l'héritier de la couronne, le prince Vahidettin dans le but de le réconcilier avec le modèle allemand. Il va au contraire tenter de convaincre le futur sultan de se désolidariser de l'Allemagne qu'il estime en train de perdre la guerre. Il l'incite également à limoger son grand vizir.
De nouveau malade et convalescent, Kemal apprend la mort de Mehmed V. Il décide d'aller à Constantinople pour rencontrer le nouveau sultan et le convaincre de ses vues. Toutefois Mehmed VI, conseillé par son beau-frère Damad Ferid ne tient pas compte de l'avis de Kemal et ce dernier est renvoyé en Syrie.

#### Sur le front syro-palestinien

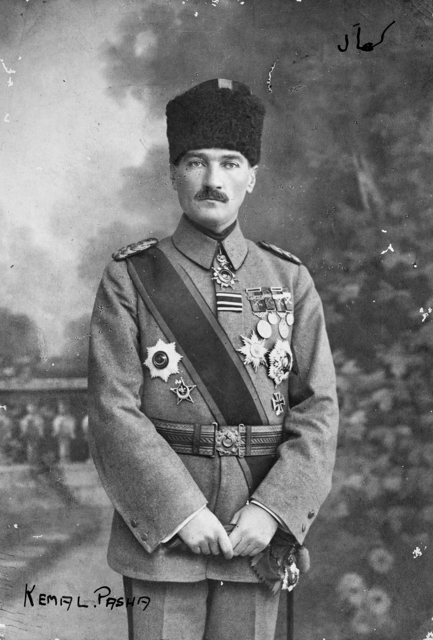
Mustafa Kemal Atatürk, en tant que commandant de l'armée (1918).

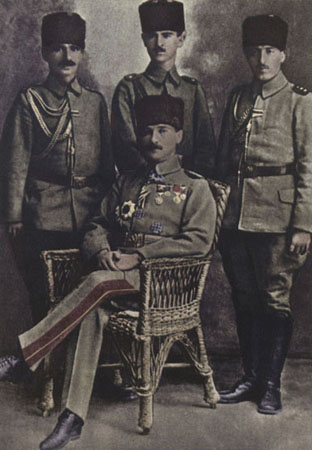
Mustafa Kemal en compagnie d'officiers Cevat Abbas Gürer, Şükrü Tezer et Salih Bozok, en 1918, Alep.

L'état des troupes ottomanes est déplorable, beaucoup de régiments ne se composant plus que de dix pour cent de leurs effectifs habituels. Les hommes, privés de nourriture et d'eau meurent quotidiennement. Leur moral est au plus bas et il faut user de violence pour les maintenir dans les rangs. Des patrouilles en camion, armées de mitrailleuses, sillonnent les arrières avec l'ordre d'abattre toute personne désertant les rangs, ce qui n'empêche pas les désertions. Pour défendre leurs bases, les Turcs ne disposent que de huit avions et de deux batteries de DCA tandis que les Britanniques, alliés avec les Arabes de l'émir Fayçal, parviennent à masser des effectifs très supérieurs en nombre.
Les efforts de réorganisation de Kemal sont stoppés par une crise de colique néphrétique qui le contraint à rester alité dans son quartier général de Naplouse.
Les Britanniques attaquent le 19 septembre. Les armées turques sont vite balayées et elles sont obligées de fuir devant l'avancée des troupes britannico-arabes. La retraite tourne à la débâcle.
Kemal parvient à conserver autour de lui un petit noyau de troupes disciplinées. Ensemble, ils se rendent à Damas, où il décide avec le général Sanders d'abandonner les régions arabes pour défendre l'Anatolie. Le 30 septembre, toutes les troupes ottomanes de Syrie se replient sur Alep.
Kemal utilise la 7e armée pour bloquer toutes les routes menant vers l'Anatolie. Les troupes en fuite se reconstituent. Le 26 octobre, deux régiments de cavalerie hindoue leur font face. Mustafa Kemal se rend aux avant-postes et commande lui-même le tir de ses hommes. Il parvient à repousser vers le sud les troupes britanniques. À ce moment, les Ottomans voient au loin les Britanniques jeter leurs casques et pousser des « hourras » de joie : le gouvernement du sultan Mehmed VI vient de signer avec les Alliés le traité de Moudros. L'Empire ottoman vaincu dépose les armes le 30 octobre 1918.

#### La fin de l'empire
Le 20 novembre, il est convoqué à Constantinople où il se rend compte des conséquences de l'accord d'armistice pour le pays : l'Empire ottoman est dépecé et envahi : l’Arabie, la Syrie, la Palestine, la Macédoine, la Thrace et la Mésopotamie passent sous le contrôle des Alliés. Des cuirassés britanniques sont ancrés dans le Bosphore, les troupes britanniques occupent Constantinople, les Français, les Britanniques, les Italiens et les Grecs se partagent les villes turques.

### Guerre contre les occupants

#### Début de l'occupation et organisation de la résistance
Kemal est isolé et ses appels à la résistance ne rencontrent guère d'écho. La démobilisation de l'armée met un terme à sa carrière militaire. Il se retire à Shishli, aux environs de Constantinople en compagnie du colonel Arif.
Quelques mois plus tard, les Alliés se retrouvent en difficulté face à leur opinion publique qui demande la paix et la démobilisation des troupes. Les Français, les Britanniques et les Italiens décident de démobiliser une partie de leurs troupes stationnées dans l'Empire ottoman.
En mai, les troupes grecques se déploient dans la région de Smyrne, où vit la minorité grecque d'Asie Mineure, ce qui va attiser la rancœur turque. Les appels à la lutte se font de plus en plus insistants à la suite de ce déploiement. Kemal est rappelé pour mater la rébellion.
Il embarque avec le colonel Arif et Refet sur le Bandırma en direction de Samsun, mais un rapport de police remis à Mehmed VI le dénonce comme sympathisant de la cause rebelle. Celui-ci ordonne son arrestation. Kemal débarque à Samsun le 19 mai 1919 où il est étroitement surveillé par les Britanniques. Pour échapper à cette filature, il transfère son quartier général à Kavas puis à Amasya.
Le 22 juin, Refet, Ali Fuat et Rauf prennent le parti de Kemal et décident d'unifier les organisations de résistance sous les ordres d'un état-major unique.
Kemal cesse alors toute relation avec le pouvoir impérial et constitue un nouveau pouvoir politique en Anatolie. Il s'assure le soutien des officiers initialement rétifs à sa politique. Un congrès est convoqué à Sivas pour le mois d'octobre et tout l'Empire est invité à y envoyer des délégués. Kemal y obtient le soutien des principaux chefs militaires du pays.
Fort de ce nouveau statut et secondé par les inspecteurs et commandants régionaux, il organise les mouvements populaires. Dans chaque ville et dans chaque village, les comités de résistance populaire se créent. Les officiers démobilisés sont les premiers à répondre à cet appel, entraînant avec eux un nombre croissant de volontaires.
Le sultan Mehmed VI demande des explications à Kemal sur ses activités. Kemal lui demande de se mettre à la tête du nouveau mouvement de résistance. Furieux, Le sultan le relève de ses fonctions le 8 juillet 1919 et casse son grade de général. Il signifie aux autorités militaires et civiles de ne plus obéir aux ordres de Kémal.
Kemal annonce à ses officiers cette crise ouverte entre le sultan et lui :
« Nous sommes arrivés à la croisée des chemins. Si nous poursuivons notre lutte, nous ne devrons compter dorénavant que sur nous-mêmes. Le gouvernement impérial sera contre nous. »
Il reçoit le soutien de ses compagnons, à la condition qu'il ne porte pas atteinte à l'autorité ou au prestige du sultan.
Il avance en septembre la date de la tenue du congrès de Sivas et entre-temps convoque un congrès à Erzurum du 23 juillet au 7 août 1919 au cours duquel Kemal obtient le soutien de Kazım Karabekir qui est à la tête de la 2e armée du général Bekir.

#### Le congrès de Sivas

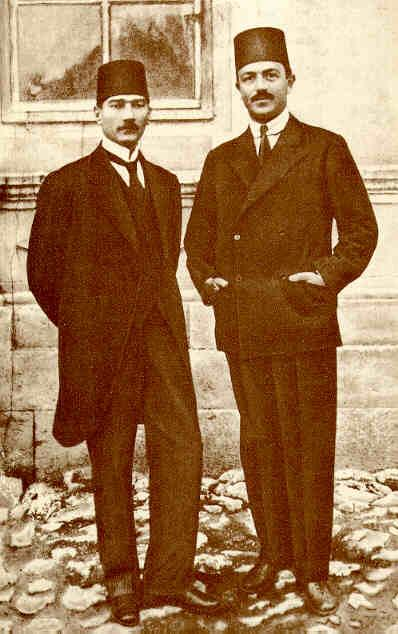
Mustafa Kemal (à gauche) et Rauf au Congrès de Sivas, 1919.

Le sultan tente de mettre fin au congrès en ordonnant au gouverneur de la Malatya, Ali Galib, d'armer des miliciens kurdes et de les faire marcher sur Sivas. Deux régiments d'infanterie montée du général Békir défont ces milices.
Mustafa Kemal étant à présent fort d'une nouvelle autorité, personne n'ose plus remettre en cause ses décisions. L'assemblée constitue rapidement un Comité exécutif dont il est nommé président. Il fait ériger ce comité en gouvernement provisoire qui obtient le droit d'agir en toute indépendance du pouvoir impérial.
Mustafa Kemal provoque des élections générales dans tout le pays et demande au Congrès d'envoyer un ultimatum au Sultan, lui intimant l'ordre de renvoyer le Grand Vizir, Damad Férid Pacha, coupable d'avoir provoqué la rébellion kurde. Ne recevant aucune réponse, il décide d'isoler Constantinople du reste de l'Anatolie. Il fait réquisitionner les lignes télégraphiques, saisir les impôts et le courrier officiel et remplace les fonctionnaires fidèles au sultan par des fonctionnaires acquis aux idées révolutionnaires. Ceux qui hésitent à appliquer ses directives sont menacés d'exécution.
Mehmed VI réplique en appliquant la stratégie de son oncle, Abdülhamid II. Il limoge son Grand Vizir, rouvre le parlement et convoque de nouvelles élections. Il signe par ailleurs un accord secret plaçant l'Empire ottoman tout entier sous mandat britannique et stipulant que le sultan, « met la puissance morale et spirituelle du Califat au service du Royaume-Uni dans tous les pays musulmans où s'exerce son influence ».
Dans l'attente des élections, l'assemblée transfère son siège de Sivas à Ankara le 27 septembre 1919. Mustafa Kemal se voit très vite isolé politiquement, y compris par ses proches tels que Rauf Orbay. Les députés demandent le départ des forces occupantes. La réponse britannique est cinglante : 100 000 soldats marchent sur Constantinople et arrêtent plus de cent cinquante députés qu'ils déportent à Malte et ferment le parlement. İsmet İnönü et Fevzi Çakmak parviennent à prendre la fuite et à rejoindre Mustafa Kemal.
Malgré le fait que Mustafa Kemal a aboli le sultanat ottoman, il avait aussi de l’admiration pour le sultan Mehmed II Fatih (qui avait conquis Constantinople en 1453). Dès son arrivée à Ankara (28 décembre 1919), dans son discours, Atatürk parlait de la tolérance ottomane et du respect des croyances et coutumes des éléments étrangers : « Nous sommes la seule nation qui respecte les autres religions ». Il dit : « Fatih a laissé telle quelle l'organisation religieuse et nationale qu'il a trouvée à Constantinople les chefs religieux chrétiens tels que le patriarche grec, l'exarque bulgare et le catholicos arménien ont obtenu des privilèges. Cela prouve que notre nation est la nation la plus permissive et la plus généreuse du monde, tant sur le plan religieux que politique ».

#### La Grande assemblée nationale de Turquie
Mustafa Kemal est élu président de l'assemblée à l'unanimité. Il franchit une étape supplémentaire vers la fin du sultanat en déclarant sans valeur juridique les décisions du gouvernement légal de Constantinople, car faites sous occupation britannique. En réponse aux nationalistes, le ministre de la guerre Soliman Chevket Pacha se voit confier par le sultan, avec le soutien des Britanniques, le commandement de l'Armée du Calife.

#### La guerre civile

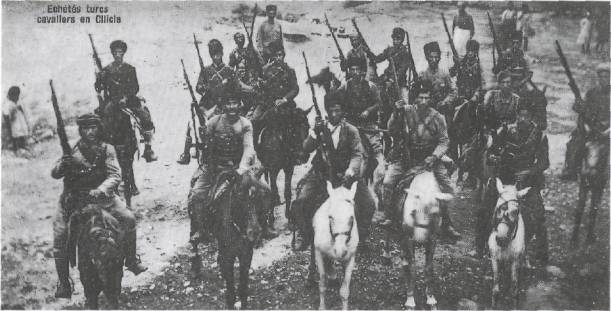
Miliciens nationalistes turcs.

Le sultan, relayé par les Hodja et les prêtres, exhorte les Turcs à prendre les armes contre les nationalistes de Kemal, présentés comme les ennemis de Dieu. L'inévitable guerre civile éclate dans toute sa brutalité. À Konya, les insurgés arrachent les ongles et écartèlent les envoyés de Kemal. En représailles, les notables de la ville sont pendus publiquement par les forces kemalistes.
Les nationalistes essuient plusieurs défaites, et l'armée du Sultan se rapproche d'Ankara, siège du nouveau parlement. Des désertions ont lieu chez les troupes les plus fidèles à Mustafa Kemal. Ce dernier se voit contraint de se replier.

#### Traité de Sèvres

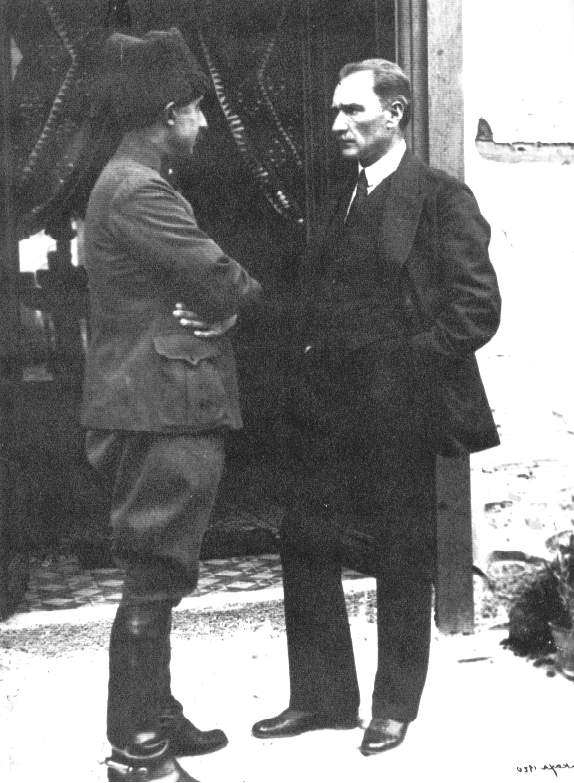
İsmet et Mustafa Kemal (à droite), Ankara, 1920.

À la grande stupeur des Turcs, le traité de Sèvres qui consacre le dépeçage de l'Empire est signé par Mehmed VI le 10 août 1920. En Anatolie, les territoires ethniquement et historiquement arméniens avant le génocide de 1915-1916 deviennent indépendants. Les zones partiellement grecques de la côte (Smyrne) sont rattachées à la Grèce, le Kurdistan devient autonome. Les zones ethniquement turques sont divisées en zones d'influence des puissances occidentales. L'armée est dissoute, et un système de tutelle étrangère mis en place. Pour Norbert de Bischoff, « Ainsi s'effondrait après une chute sans égale, un des plus grands empires qu'ait connus l'histoire moderne ». Le rejet est très vif dans la population turque. « Si ce document fut signé par le gouvernement ottoman de Constantinople, la plupart des Turcs, dans la presque totalité du pays, ne reconnaissent que l'autorité du gouvernement d'Ankara dirigé par Mustafa Kemal qui, lui, refuse catégoriquement ce traité et ses clauses ».
Les Turcs prennent fait et cause pour les nationalistes. De toute l'Anatolie, hommes, femmes et enfants affluent vers Ankara. Font partie du mouvement : fonctionnaires, anciens députés, généraux et officiers, ingénieurs, agents de chemin de fer, etc. Mustafa Kemal constitue aussitôt un gouvernement de salut public, et charge des généraux d'organiser la défense nationale.
L'armée du Calife se désagrège d'elle-même en quelques jours, sauf à Izmit où elle sert de couverture à la garnison britannique.
Le spectre de la guerre civile s'éloignant avec le basculement massif en sa faveur, Mustafa Kemal s'attaque aux troupes étrangères. En septembre 1920, Kemal charge Kazım Karabekir d'attaquer et de repousser les forces arméniennes au-delà des frontières turques. S'ensuivent les reprises des villes de Sarıkamış le 20 septembre 1920, de Kars le 30 octobre 1920 et de Gumri le 7 novembre 1920. Un traité de paix avec l'Arménie est signé à Gumri.
Les Turcs sont soutenus par les Soviétiques qui leur livrent des armes. Lénine et Trotski envoient le vice-commissaire Frounze pour appuyer et conseiller l'armée turque.
L'objectif suivant des troupes kémalistes est de mater les revendications autonomistes kurdes, ce qui est rapidement réglé.
En janvier 1921, les villes de Maraş et Urfa (1919-1921) puis de Pozantı sont reprises aux Français. Le gouvernement d'Ankara signe un traité de paix provisoire avec la France libérant la Cilicie. Par la suite, l'armée de Kemal repousse les forces italiennes, forcées de fuir le pays.
Enfin, Mustafa Kemal décide de libérer Constantinople. Après une attaque fulgurante contre les forces britanniques, le Haut-commissaire britannique prépare ses hommes à l'évacuation. Le sultan promet aux puissances signataires du traité de Sèvres d’accepter le protectorat de « celle d’entre elles qui serait disposée à lui prêter assistance ».
Comme les Alliés n'ont plus les moyens d'envoyer des hommes combattre Mustafa Kemal, l'homme d'État grec Elefthérios Venizélos leur propose de confier la prise de l'Empire ottoman à la Grèce. Son but est de mettre en œuvre la Grande Idée.

#### Guerre gréco-turque
Le pacte est conclu en moins de 48 heures et la Grèce envoie une première armée en Thrace orientale. Elle encercle et désarme la 1re armée turque commandée par le général Jaffar Tayar. Puis, cette même armée débarque à Edirne et désarme les forces turques. D'autres armées grecques interviennent également.
En 1921, les Turcs perdent du terrain et Kemal, conscient de la faiblesse des troupes irrégulières, lève au printemps une armée régulière en y intégrant les maquisards et l'armée verte de Edhem. Mais Edhem refuse catégoriquement de rejoindre l'armée régulière et il propose au contraire ses services au Sultan. Mehmed VI refuse, Edhem se met alors au service des Grecs et fait envoyer à l'Assemblée d'Ankara une proclamation dans laquelle il déclare : « le pays est las de la guerre. Le seul qui la désire encore est Mustafa Kemal. Renvoyez cette brute sanguinaire et concluez immédiatement la paix. Je me fais l'interprète des vœux de la nation. »
Kemal n'a d'autre choix que de confier à İsmet İnönü la mission de combattre l'Armée verte. Les forces régulières de Refet Pacha capturent l'état-major d'Edhem et désarment ses soldats à Kütahya. Edhem s'enfuit et rejoint les Grecs avec lesquels il établit une collaboration. Le général grec Papoulas décide de mener son attaque au mois de janvier 1921.
Le 6 janvier, les Grecs prennent la ville d'Afyonkarahisar. İsmet İnönü lance sa 61e division et un groupe de cavalerie sur Kütahya, puis il contre-attaque victorieusement à la hauteur d'İnönü. C'est la première victoire d’İnönü (6-10 janvier 1921) et des nouvelles forces kémalistes contre les forces grecques. Cette bataille a un retentissement énorme dans tout le pays. Mustafa Kemal utilise cette victoire à son avantage en convoquant en séance plénière le parlement le 20 janvier 1921. La loi constitutionnelle affirmant « la base de l'État turc et la souveraineté du peuple » y est votée.

Selon Norbert de Bischoff, 
« la déclaration du 20 janvier 1921 fut le premier coup de hache porté dans l'ancienne constitution ottomane, la première fois que fut opposé à la souveraineté du Sultan-Calife le principe démocratique qui fait dériver tout le droit constitutionnel et toute la puissance politique de la souveraineté du peuple. La loi du 20 janvier 1921 ne créait pas un statut provisoire, un statut de fortune : elle posait des normes constitutionnelles permanentes, totalement différentes de celles qui avaient régi la Turquie jusqu'à ce jour. »
Dans le même temps, le gouvernement cesse de s'appeler « Gouvernement provisoire » et prend le nom de « Gouvernement de l'Assemblée nationale ».

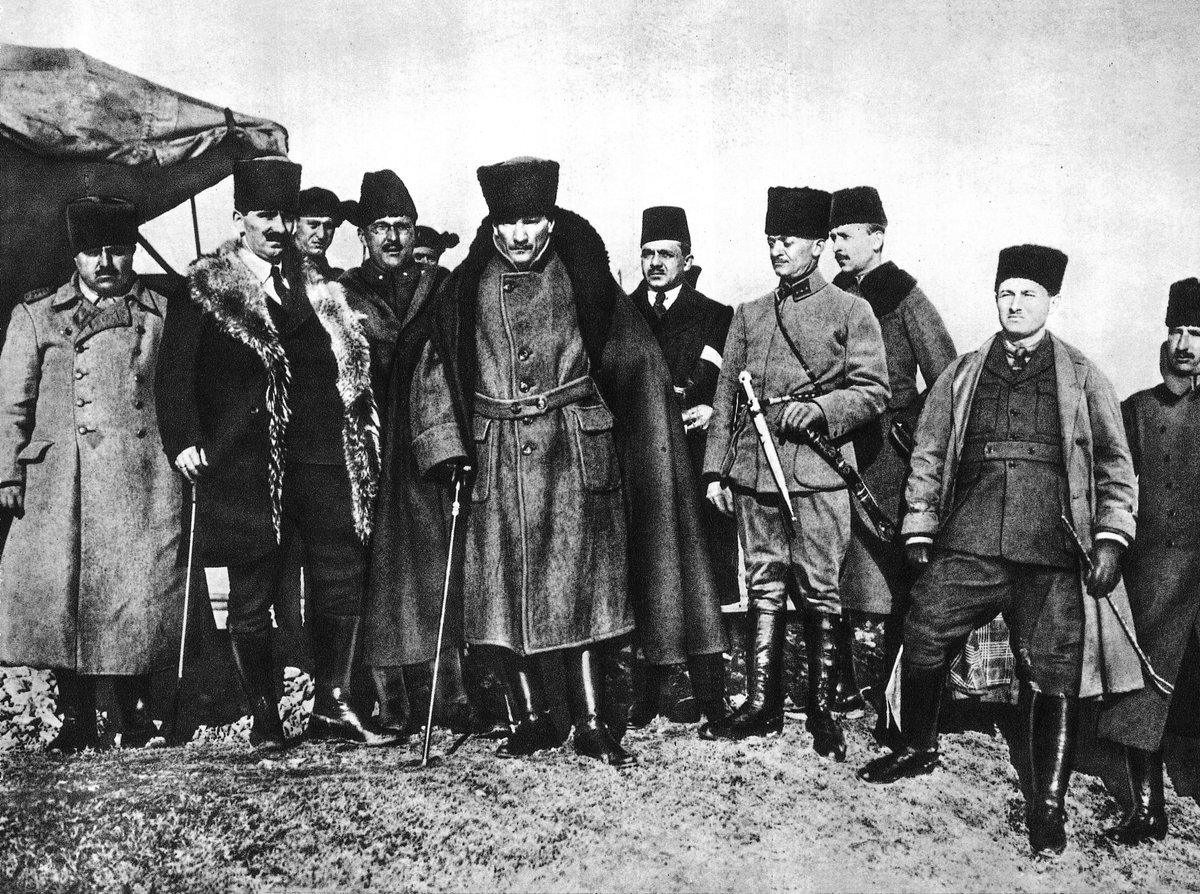
Bataille d'İnönü.

Le 30 mars, les Grecs reprennent l'initiative et attaquent la ville d’Eskişehir avec 40 000 hommes. Les Turcs les repoussent au cours de la deuxième victoire d’İnönü (30 mars-1er avril 1921). Cette victoire est accueillie avec beaucoup d'enthousiasme à Ankara.
Tirant les conséquences des échecs militaires grecs, les alliés se déclarent officiellement neutres dans le conflit et retirent de facto leur soutien à l'offensive grecque. Les Français encouragent même les forces kémalistes à continuer la guerre et les Italiens fournissent secrètement des armes à l'armée kémaliste. Le changement d'attitude de la France et de l'Italie est surtout motivé par le souci d'éviter que la Grande-Bretagne ne devienne la seule maîtresse de la Méditerranée orientale à travers la Grèce. Surtout, l'Italie fut opposée à l'invasion de l'Anatolie occidentale par la Grèce dès le début.
L'armée turque reste cependant inférieure en nombre et en équipement à l'armée grecque. Face à l'offensive grecque du 7 juillet, Kemal se voit contraint de se replier sur les berges de la Sakarya. Le parlement évoque le remplacement de Kemal par un général moins autoritaire. Ce dernier monte à la tribune de l'assemblée le 5 août 1921 pour y demander les pleins pouvoirs :
« Une fois de plus la Turquie est en danger de mort ! Une fois de plus, l'heure n'est pas aux discours, mais aux actes ! J'exige d'être nommé commandant en chef, avec des pouvoirs dictatoriaux ! »
Mais les députés ne sont pas favorables à cette proposition. Un député lui demande s'il ne serait pas préférable qu'il abandonne ses fonctions civiles pour se consacrer entièrement à ses fonctions militaires. Mustafa Kemal lui répond :
« Je vous répète que la Turquie est en danger de mort et c'est tout ce que vous trouvez à répondre ? Pour pouvoir la sauver, il faut que j'exerce un contrôle absolu sur les affaires civiles, comme sur les affaires militaires, et que je ne sois pas constamment obligé de vous rendre compte de mes actes. Je n'ai pas dit : " Je vous demande les pleins pouvoirs. " Je vous ai dit : " Je les exige ! " Si vous me les refusez, j'agirai en conséquence. Soyez tranquilles : la Turquie ne périra pas ! Mais si vous me mettiez dans la triste obligation de choisir entre la Turquie et vous, alors sachez que mon choix est déjà fait et que mes soldats l'approuveront. »
L'assemblée accorde les pleins pouvoirs à Mustafa Kemal le même jour. Mais elle spécifie que ceux-ci expireront à la signature du traité de paix. Il quitte alors Ankara pour le front.

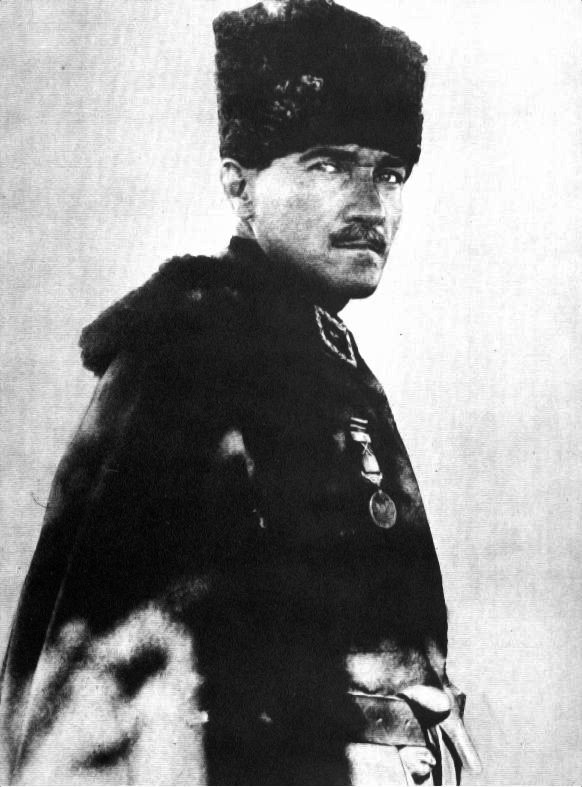
Mustafa Kemal, commandant en chef des forces turques, 5 août 1921.

Le 14 août 1921, une bataille terrible s'engage entre les forces grecques et turques. Mustafa Kemal a établi son quartier général à Ala-Geuz, un peu à l'arrière des lignes turques. Le 13 septembre 1921, après une longue bataille, les Turcs sont victorieux et obligent les Grecs à se replier vers l'ouest. Pendant leur fuite, ils adoptent la politique de la terre brûlée. Les villages sont incendiés et les récoltes saccagées.
De retour à Ankara, Kemal est accueilli en triomphateur. Le 19 septembre 1921, l’Assemblée nationale accorde à Mustafa Kemal le titre de maréchal et de Gazi (héros vétéran).
La victoire de Sakarya est saluée par les chefs d'État de la Russie, de l'Iran, de l'Afghanistan, des Indes, des États-Unis et d'Italie. Le gouvernement français est le premier à en tirer les conséquences politiques. Le 10 octobre 1921, la France envoie Henry Franklin-Bouillon pour la signature d'un traité avec le gouvernement d'Ankara. Ce traité (dit traité d'Ankara) a une importance capitale, car non seulement c'est la première fois qu'une puissance occidentale traite directement avec le gouvernement d'Ankara en délaissant le sultan Mehmed VI, mais aussi parce que la France se retire de la liste officielle des ennemis de la Turquie et qu'elle considère le traité de Sèvres nul et non avenu. En outre, elle se déclare disposée à accorder au peuple turc une paix équitable et l'indépendance. Le protocole annexe du traité permet à Kemal de libérer définitivement la Cilicie et d'avoir le soutien de 80 000 soldats turcs et l'armement nécessaire pour 40 000 autres soldats.

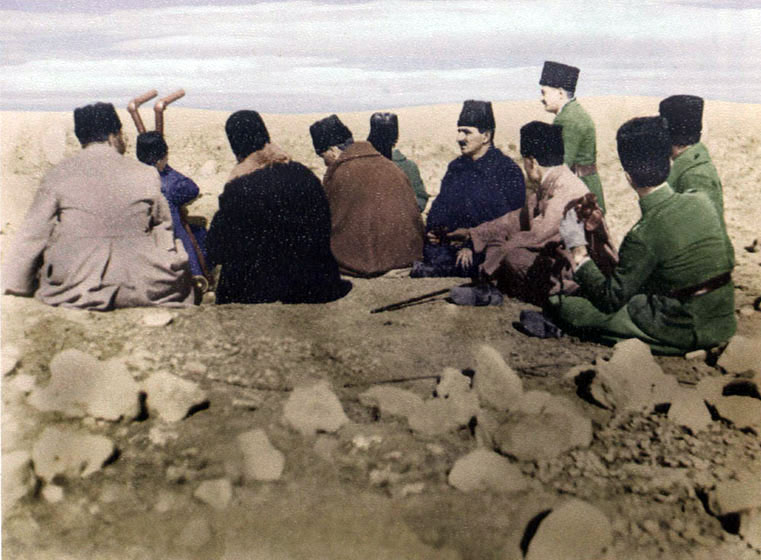
Bataille de la Sakarya, le 10 septembre 1921. Fevzi, Mustafa Kemal, İsmet et Hayrullah.

Mais il lui faut encore plus d'hommes pour continuer la guerre et il entreprend avec İsmet İnönü et Fevzi Çakmak la reconstitution de l'armée turque. Pour ce faire, il vide tous les arsenaux, rassemble tous les stocks, fait remettre en état tout le matériel qui peut encore servir et achète des armes à la Bulgarie, aux États-Unis et à l'Italie, qu'il paie avec de l'argent emprunté à Moscou et l'aide financière envoyée par les musulmans de l'Inde, alors colonie britannique.
Par la suite, il ordonne la mobilisation générale : tout homme âgé de plus de 18 ans doit rejoindre la nouvelle armée nationale. Il se consacre à cette tâche durant tout l'hiver 1921 jusqu'au printemps 1922, en travaillant plus de dix-huit heures par jour dans son bureau.
Durant l'été 1922, la nouvelle armée turque est prête à entrer en campagne. Le 26 août, il lance la « Grande offensive » (Büyük Taarruz) contre les forces grecques. Au bout de dix jours de combats, les 103 000 soldats turcs viennent à bout des 132 000 soldats grecs qui sont rapidement obligés de s'enfuir et de se cacher dans les montagnes avoisinantes pour échapper à la cavalerie turque. Les autres se ruent par dizaines de milliers vers Izmir pour gagner les îles de la mer Égée.

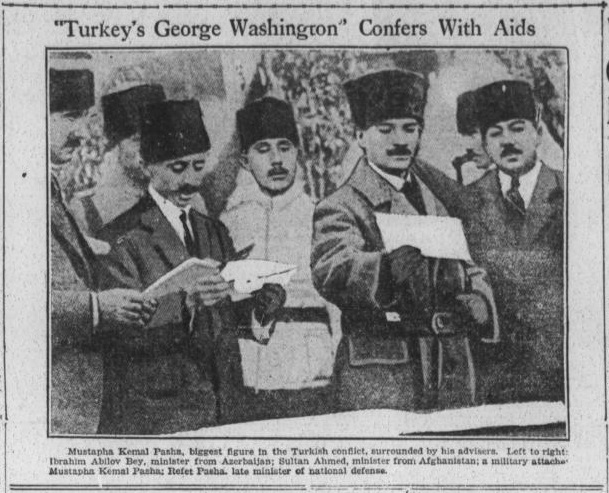
Le 13 octobre 1922, l’Abilene Daily Reporter, basé au Texas (États-Unis), qualifie Mustafa Kemal de « George Washington de la Turquie ».

Le commandant en chef pénètre à Izmir (Smyrne) le 9 septembre 1922. La population turque de la ville lui fait une ovation et le remercie de l'avoir libérée de l'occupation grecque. L'incendie de Smyrne ravage la ville grecque, alors que ses habitants hellènes fuient par milliers l'avance, quartier par quartier, des troupes turques et kurdes. La prise de Smyrne ne met cependant pas fin aux hostilités. Kemal souhaite attaquer l'armée grecque en Thrace. Il tente une attaque, mais se voit interdire la traversée des Dardanelles par les Britanniques. Déterminé, il reçoit les officiers de deux régiments d'élite et leur demande de faire marcher leurs soldats vers les positions britanniques et de traverser en silence les tranchées ennemies sans tirer le moindre coup de feu. Le 29 septembre 1922, les soldats reçoivent l'ordre de se mettre en route. Le plan a lieu comme prévu et un accord est trouvé entre les deux parties au dernier moment.
Les Britanniques ne sont plus soutenus par les Français qui craignent l'éclatement d'une nouvelle guerre mondiale où la Russie serait du côté de la Turquie. La France envoie en toute hâte de nouveau Franklin-Bouillon. Celui-ci prend tous les engagements possibles vis-à-vis de Mustafa Kemal et lui promet même que les Grecs évacueront rapidement la Thrace. Une conférence s'ouvre le 6 octobre à la mairie de Mudanya. Quatre généraux participent à la conférence : un Britannique, un Français, un Italien et le Turc İsmet İnönü. Par cette convention, les alliés s'engagent à obliger la Grèce à se retirer de la Thrace et promettent d'évacuer le plus rapidement possible l'Empire ottoman. Un armistice fondé sur ces principes est ratifié à Mudanya le 11 octobre 1922.
Cette victoire permet à Mustafa Kemal d'engager son combat sur le terrain politique pour l'abolition du sultanat et la proclamation de la république[réf. nécessaire].

#### Déplacement de populations

En jaune, les territoires cédés par la Grèce à la Turquie à la suite du traité de Lausanne

Les populations civiles doivent payer un lourd tribut à la guerre. Tout d'abord, les populations grecque-orthodoxe et arménienne dont les dirigeants se sont rangés du côté des Grecs ont subi de lourdes pertes, tant matérielles qu'en vies humaines.
Ensuite, les accords d'armistice prévoient la cession à la Turquie de l'Anatolie, de la Thrace orientale et des îles d'Imbros et de Ténédos. Il s'ensuit un échange forcé de populations entre les communautés grecques d'Asie mineure et les communautés turques de Grèce. Les chrétiens grecs -même turcophones d'Anatolie intérieure- et les musulmans crétois - même grécophones - sont contraints à l'exil. Ce sont près de 1 500 000 Grecs et 500 000 Turcs qui sont transférés entre ces territoires.
Un accord est toutefois trouvé pour les communautés turques de Thrace occidentale (Grèce) qui sont autorisées à rester sur leurs terres ancestrales en échange du même droit accordé à la communauté grecque orthodoxe de Constantinople avec la préservation de leur patriarcat.
Ces événements restent gravés dans la mémoire collective grecque sous le nom de « catastrophe d’Asie mineure » (Mikrasiatiki Katastrofi). Ce transfert sert aussi d'argument lors de la guerre de Palestine de 1948 pour justifier les positions israéliennes s'opposant au retour des réfugiés palestiniens et défendant un échange entre les 750 000 réfugiés arabes palestiniens de Palestine et les 800 000 réfugiés juifs du monde arabe.
Les survivants du génocide arménien voient leur espoir d'un État indépendant s'effondrer, et doivent pour la plupart partir en exil.

### Président de la République

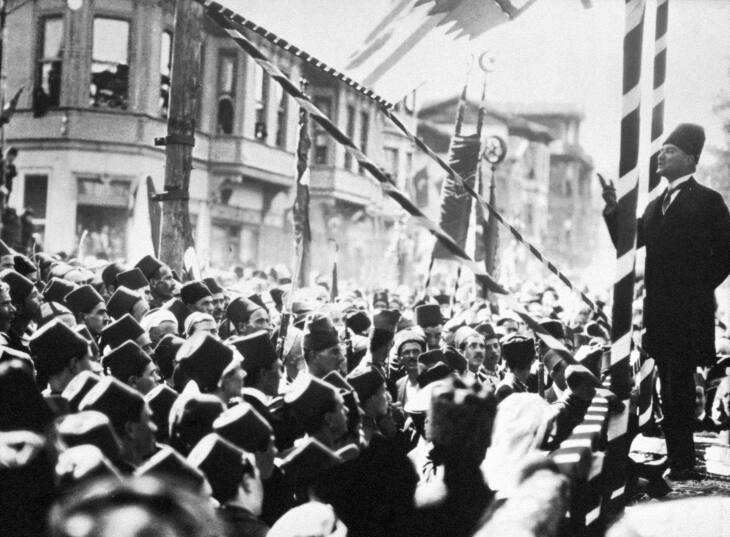
Le Président Mustafa Kemal lors d'un meeting à Bursa (1924).

Atatürk est élu à la présidence de l’Assemblée nationale à deux reprises, le 24 avril 1920 et le 13 août 1923. Il s’agissait alors d'une charge cumulant les fonctions de chef d’État et de gouvernement. Lorsque la République est proclamée le 29 octobre 1923, Atatürk en est élu le premier président pour quatre ans, conformément à la constitution.
La République turque se construit autour de principes inspirés de la Révolution française. L'unité de la République, la sécularisation, mais aussi l'occidentalisation et la modernisation du pays. En effet, le régime kémaliste au lendemain de la chute de l’Empire ottoman veut recréer une nouvelle identité nationale, étatiste et laïque sur le modèle rigoureusement suivi en tout point de la République française. Pour ce faire, Mustafa Kemal doit abattre les dernières institutions de l'ancien Empire ottoman. Une de ses premières mesures radicales fut de décréter la suppression des caractères arabes au profit de l'alphabet latin.
Enfin, l'unité nationale se veut structurée autour d'une unité ethno-culturelle forte. Les minorités allogènes (Arméniens, Grecs et Kurdes) doivent quitter le pays ou s'assimiler.

#### Complot de Smyrne
À partir de 1924 et 1925, les syndicats et les partis d'opposition sont interdits. Un véritable culte de la personnalité entoure alors le Président de la République. Mustafa Kemal devient de plus en plus autoritaire. Il est de plus en plus contesté, même au sein de son propre parti, le Parti républicain du peuple. Les principaux opposants sont Rauf Orbay, Kazım Karabekir et Ali Fuat. Ils démissionnent ensemble du CHP pour fonder leur propre parti, le Parti républicain progressiste (Terakkiperver Cumhuriyet Fırkası). Kazım Karabekir en devient son premier président. Mais le 3 juin 1925, le parti est interdit à la suite de la révolte kurde menée par le Cheikh Said. Après une grave crise économique qui touche la Turquie en 1925 et 1926, un complot voit le jour pour assassiner Mustafa Kemal.
Les anciennes cellules du Comité Union et Progrès sont reconstituées en secret. Les anciens amis de Kemal, Rauf, Refet, Ali Fuad, Kazım Karabekir et d'autres chefs de file de l’opposition sont accusés par le régime de s'être alliés pour renverser le gouvernement. Les rapports de police de l'époque indiquent que le chef du complot est Cavit Pacha, ancien ministre des finances sous le gouvernement Jeunes-Turcs.
En juillet 1926, Mustafa Kemal se rend en visite officielle à Smyrne. Deux jours avant sa visite, la police arrête trois individus suspects. Elle découvre plusieurs bombes dans leur maison. Les prévenus avouent avoir voulu assassiner Mustafa Kemal sur l'ordre de plusieurs parlementaires. Un des parlementaires, interrogé à son tour, avoue que l'assassinat du Président aurait dû permettre aux quatre grands Pachas, Refet, Ali Fuad, Kazım Karabekir et Adnan, de prendre le pouvoir avec Rauf et Cavit. Mustafa Kemal les fait arrêter sur le champ et comparaître devant un tribunal d'indépendance.
Les prévenus les moins importants sont jugés et pendus le jour même. Se trouve parmi eux le colonel Arif, le confident de toujours de Mustafa Kemal. Kemal signe son arrêt de mort sans sourciller. La deuxième partie du procès a lieu à Ankara. Tous les chefs de l'opposition sont alors enfermés dans un petit box. Refet, Ali Fuad et Kazım Karabekir sont condamnés à la dégradation militaire et à l'indignité nationale à vie. Ils retrouveront leur liberté quelques jours plus tard. Quant à Cavit, il est condamné à mort.
Mustafa Kemal utilise ce complot pour donner la vision d'une Turquie menacée par des ennemis de l'intérieur.

#### Turquie kémaliste

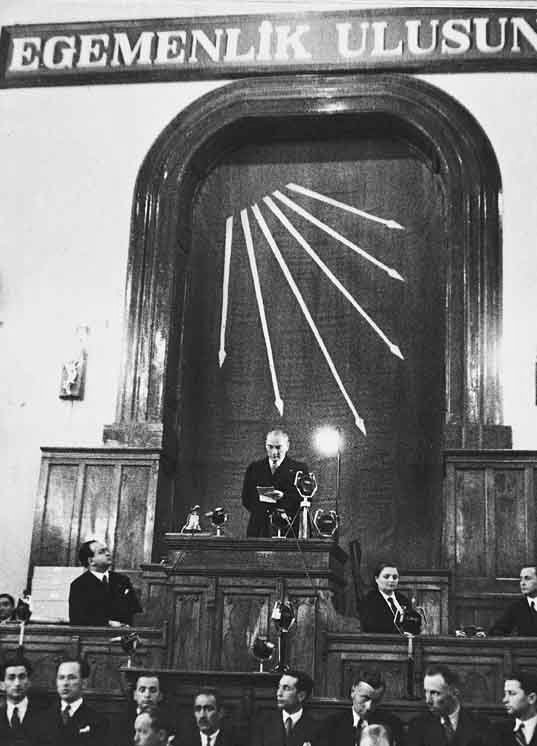
Atatürk au parlement du 9 mai 1935.

Après s'être débarrassé de toute opposition, Mustafa Kemal modifie le mode de fonctionnement de l'Assemblée Nationale. Dorénavant, les députés seront choisis exclusivement parmi les membres du Parti républicain du peuple, qui devient de fait parti unique. Les membres du parti sont désignés par le président du parti, Mustafa Kemal, et le président de la République est élu par les députés de l'Assemblée. Le système électoral est dès lors fermé et plus aucune opposition ne se manifeste alors au sein du parlement.
Le parlement renouvelle le mandat présidentiel de Mustafa Kemal en 1927, 1931 et 1935 qui refuse de devenir président à vie. En 1930, il déclare :

« Je ne mourrai pas en laissant l'exemple pernicieux d'un pouvoir personnel. J'aurai fondé auparavant une République libre, aussi éloignée du bolchevisme que du fascisme. »

Le verrouillage politique du pays lui permet de mener la révolution qu'il souhaite mettre en œuvre : la Révolution à toute vapeur. Il entreprend la construction de la nouvelle Turquie mais il se heurte à un problème de financement : les caisses de l'État sont vides. Il lui est conseillé de recourir au crédit étranger. Or d'après lui, « le meilleur moyen de perdre son indépendance, c'est de dépenser l'argent qu'on ne possède pas. » Il a en mémoire les effets qu'a eus la dette ottomane sur l'Empire ottoman et sur l'économie du pays, et il pense qu'en ayant recours aux capitaux étrangers, la Turquie perdrait une partie de son indépendance.
Pour financer ses projets, il décide de créer plusieurs banques, comme la Sümer Bank et la Eti Bank patronnées par la Merkez Bankası (la banque centrale-1930). Ces banques drainent les capitaux pour mettre en œuvre des plans de développement économique.
Grâce à ces sources de financement, des milliers de kilomètres de routes sont construits ainsi que plusieurs centaines de ponts, un réseau de chemins de fer est créé, ce qui permet de désenclaver l'Anatolie pour accéder à un développement économique homogène. L'agriculture est revalorisée, les paysans disposent de plus de moyens et d'outils agricoles, leurs fermes deviennent plus spacieuses et plus propres. Et pour la première fois de leur histoire, ils peuvent épargner pour préparer l'avenir de leurs enfants.
Le gouvernement kémaliste entreprend avec l'aide de l'URSS d'importants plans d'industrialisation. Des dizaines de centrales électriques sont ainsi construites pour l'industrie naissante. Des dizaines de fabriques de sucre et de ciment sont créées. Suivies par des verreries et des fabriques de céramiques, des fonderies, des aciéries et des usines de produits chimiques.

##### Opposition modérée

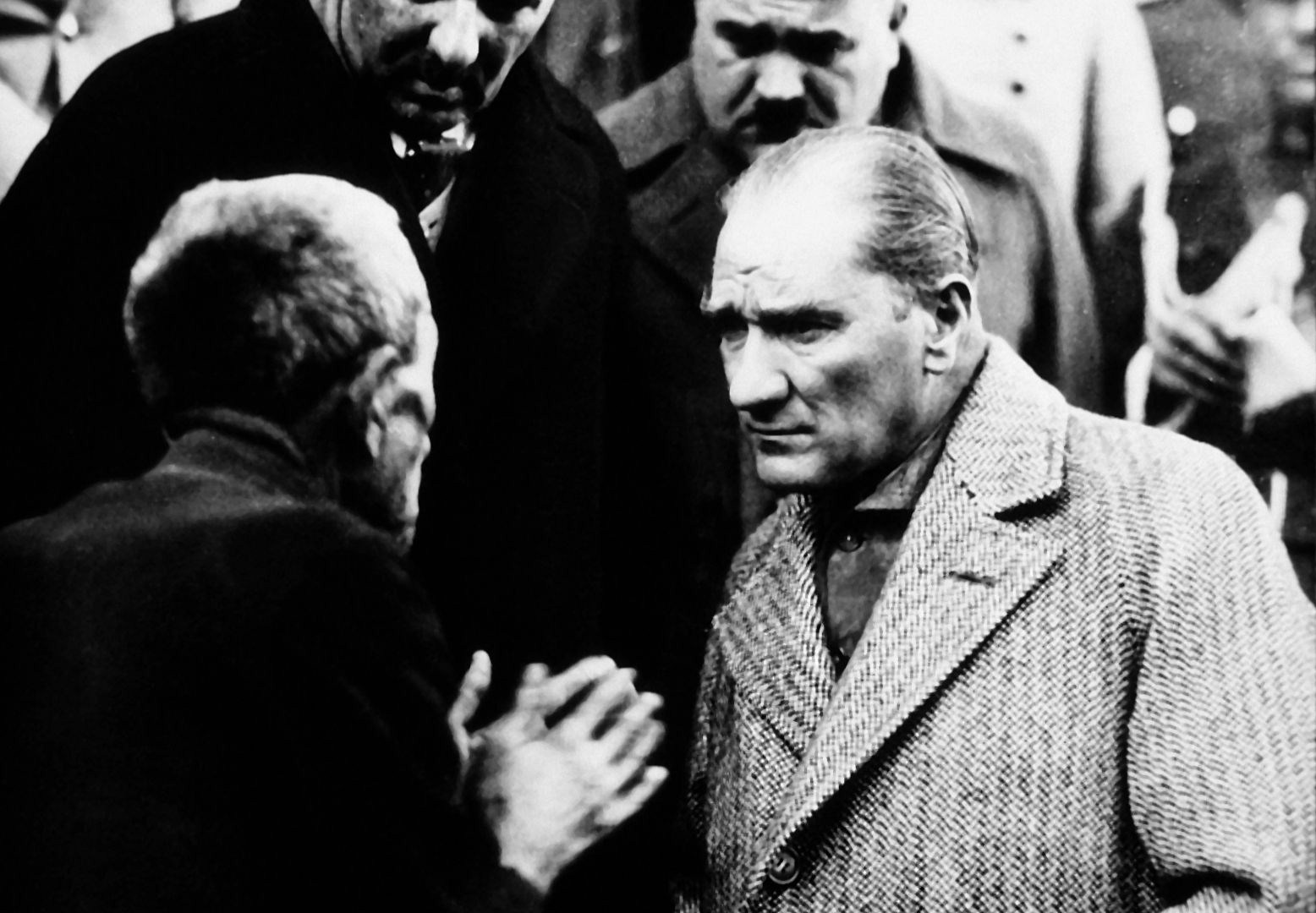
Mustafa Kemal écoutant un paysan au milieu de la foule en 1930.

Au début des années 1930, l'abstention augmente en Turquie. En effet, le peuple ne pouvant s'exprimer librement préfère s'abstenir. Mustafa Kemal sentant que lui, le parti et le parlement se coupent peu à peu du peuple, décide de créer un parti d'opposition de toutes pièces. Ce parti doit à la fois être indépendant et docile, il doit être critique sans porter atteinte au prestige du président.
Le Parti républicain libéral est ainsi mis en place le 12 août 1930 pour les élections municipales du 5 octobre de la même année. C'est son ami Fethi Okyar qui devient président du parti. Il est rejoint par une douzaine d'anciens députés avec parmi eux Adnan Menderes et Makbule Atadan, sœur de Mustafa Kemal. Ce dernier prend soin d'expliquer à Fethi ce qu'il attend de lui, en particulier sur les attaques contre son gouvernement et lui confie « Je ne veux pas mourir avant d'avoir vu, en Turquie, la disparition d'un pouvoir personnel. Je veux que la République devienne entièrement démocratique ».
Fort du soutien de Mustafa Kemal, Fethi se présente à la circonscription d'Izmir et y tient un meeting où il attaque le gouvernement. Mais des coups de pistolets y sont tirés, la panique fait un mort, la police intervient, disperse l'auditoire et arrête tous les dirigeants du nouveau parti. Mustafa Kemal doit intervenir en personne pour faire libérer Fethi et les opposants et il donne l'ordre à la police de désormais protéger les meetings.
Quelques jours plus tard, Fethi monte à la tribune de l'Assemblée nationale et critique la politique économique d'İsmet İnönü. Mais une bagarre éclate rapidement au sein de l'Assemblée entre députés des deux partis, Mustafa Kemal est contraint de faire évacuer la salle. Dans son œuvre de « démocratisation » de la Turquie, il décide de supprimer la censure dont a été victime la presse.

##### Véritable opposition
La liberté d'expression va permettre aux journalistes de critiquer fortement Kemal et sa politique à travers des articles ou des caricatures. Des monarchistes, des anciens d'Union et Progrès et des communistes se regroupent autour de Fethi pour critiquer le gouvernement. Dans le même temps, une grève menée par des communistes touche Izmir et des émeutes éclatent dans le Kurdistan. Fethi décide de dissoudre son parti le 17 novembre 1930 à la suite des allégations de fraude électorale que le régime a portées contre son parti pour expliquer le succès de celui-ci aux élections municipales d'octobre,.
La révolte de Menemen éclate non loin d'Izmir en décembre 1930. Elle est menée par un groupe qui veut l'instauration de la charia et qui lance des critiques acerbes contre le gouvernement. Il appelle les Turcs à se révolter contre le gouvernement kémaliste. Lors d'un de ses meetings, la police intervient pour disperser la foule, mais les militants se jettent à l'attaque des policiers. Devant cette résistance inattendue, le gouvernement décide alors d'envoyer un corps d'armée, mais celui-ci refuse de combattre. La sédition gagne rapidement d'autres villes turques, comme Konya, et Bursa.
Devant la rébellion, Mustafa Kemal décide de revenir à l'ancien système ; il proclame l'état de siège, supprime la liberté de la presse et fait intervenir l'armée dans les régions qui se sont révoltées.
Les troupes du Cheikh Mehmed[Qui ?] se font rapidement juger et emprisonner. L'ordre revient rapidement, mais Kemal est déçu par la tournure qu'ont pris les événements. Il souhaitait créer une « opposition constructive », qui démocratiserait la Turquie, mais c'est finalement le contraire qui s'est produit.

##### Fin provisoire du multipartisme

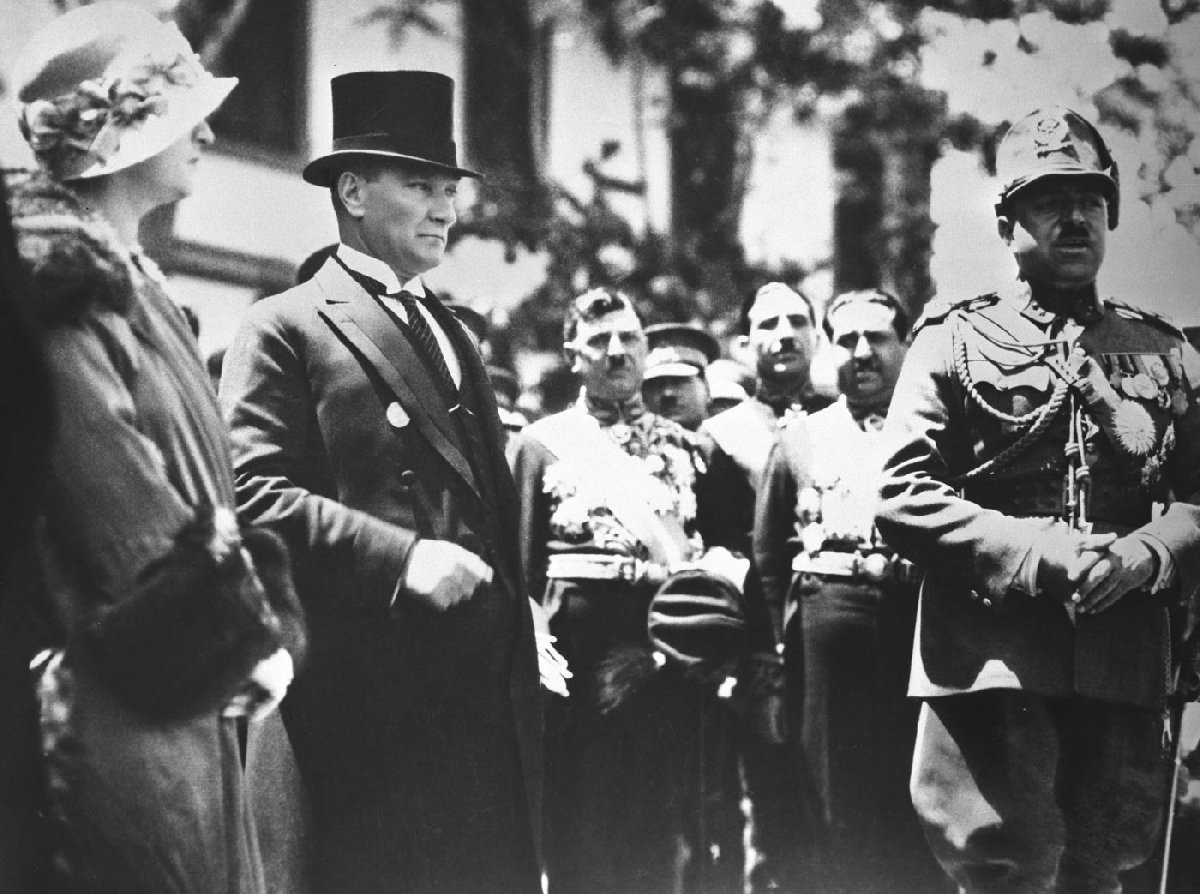
Mustafa Kemal Atatürk, à Ankara avec le roi de l'Afghanistan, Amanoullâh Shâh (1928).

Au printemps 1932, Mustafa Kemal déclare :
« Que le peuple ne s'occupe pas de politique pour le moment. Qu'il se consacre à l'agriculture, au commerce et à l'industrie. Il faut que je gouverne ce pays pendant dix ou quinze ans encore. Après cela, nous verrons s'il est capable de se diriger lui-même… »
Pour les élections de 1932, il décide de revenir au système électoral précédent, seul le Parti républicain du peuple a le droit de présenter des candidats. Mais il tente de rajeunir le parti, et d'y faire adhérer des hommes et des femmes d'origines modestes, des paysans en particulier. Pour avoir une petite opposition au sein du parlement, il désigne douze députés indépendants qui ont pour mission de critiquer l'action gouvernementale.
Kemal se rend compte que les réformes mises en œuvre par son gouvernement ne sont pas populaires. Le régime décide donc de se projeter dans un autre cadre, passant du cadre réformiste à un cadre révolutionnaire. Pour ce faire, plusieurs délégations sont envoyées en Italie fasciste et en URSS, afin d'étudier les ressorts de ces deux révolutions.
Sous cette double influence, le régime kémaliste s'oriente vers une politique de mobilisation des masses à parti unique, en créant des Maisons du peuple qui ont pour mission de diffuser la propagande du parti. La jeunesse turque est transformée en fer de lance de la révolution kémaliste à travers des associations de jeunesse officielles. Cependant le régime kémaliste ne se transforme jamais vraiment en régime fasciste, et encore moins en régime communiste. Le modèle reste celui d'une modernisation autoritaire du pays, sans référence idéologique unique.
De son côté, Hitler considérait Atatürk comme un modèle, comme une « étoile scintillante ».
Sur le plan international, la Turquie se rapproche de l'Iran du chah Reza Pahlavi et de l'Afghanistan qui voyaient avec admiration les réformes menées par Atatürk. Reza Pahlavi tente de mener une révolution comparable à la révolution kémaliste dans son pays.
Par ailleurs, Atatürk, contre l'Union soviétique, s'appuie sur la politique semi-libérale menée par Celal Bayar et son conseiller Hirsch. Contre le nazisme, il se réconcilie avec la Grèce de Venizélos — qui propose Atatürk à l'élection du prix Nobel de la paix à la fin des années 1930 — et avec la France. Il se rapproche également de la Yougoslavie et de la Roumanie.
Quand un grand journaliste autrichien, Emil Ludwig lui rapporte en 1935 que Mussolini a beaucoup de sympathie pour lui, Atatürk se met en colère et traite le chef du gouvernement italien de « hyène » à cause de la guerre d'Éthiopie.
« Vous osez me comparer à cette hyène ! Est-ce que vous vous rendez compte de ce que vous dites ! Jamais je n'accepterai que l'on me compare à cet homme qui écrase l'Éthiopie sous les bombes. »
Le 29 octobre 1933, Mustafa Kemal prononce le discours de la 10e année, qui succède entre autres au célèbre Nutuk du 15 au 20 décembre 1927 relatant la guerre d’indépendance turque et la fondation de la République.
Face aux émeutes dans certaines villes de Thrace comme Edirne, Tekirdağ, Kırklareli et Çanakkale visant la communauté juive, Mustafa Kemal intervient énergiquement et fait rétablir l'ordre rapidement. Voyant dans ces émeutes anti-juifs l'influence directe des agents secrets allemands, il fait savoir que l'antisémitisme ne sera jamais toléré en Turquie. D'ailleurs, il ouvre la porte en 1933 à 150 universitaires Allemands d'origine juive, qui avaient perdu leurs postes en Allemagne, en leur proposant de s'installer et de travailler en Turquie. Ces universitaires ont largement contribué à la réforme universitaire de 1933 qui a permis la création de l'université d'Istanbul.
Conformément à la loi sur les noms de famille, le parlement donne le 24 novembre 1934 à Mustafa Kemal le patronyme de Atatürk, littéralement « Turc ancêtre », « Turc père ».

#### Déclin

##### Problèmes de santé
Atatürk ne s'est jamais beaucoup soucié de sa santé. Il ne prend pas au sérieux les recommandations de ses médecins lui conseillant de prendre du repos. Ainsi, après la bataille des Dardanelles, il est contraint de passer une partie de l’année 1918 dans un hôpital de Vienne pour suivre une cure à la suite de problèmes rénaux. En 1927, il est victime de plusieurs spasmes coronariens. Plus tard, ses problèmes rénaux le rattrapent, et il décide pourtant de continuer à travailler pendant sa cure, ce que les médecins lui ont déconseillé de faire.

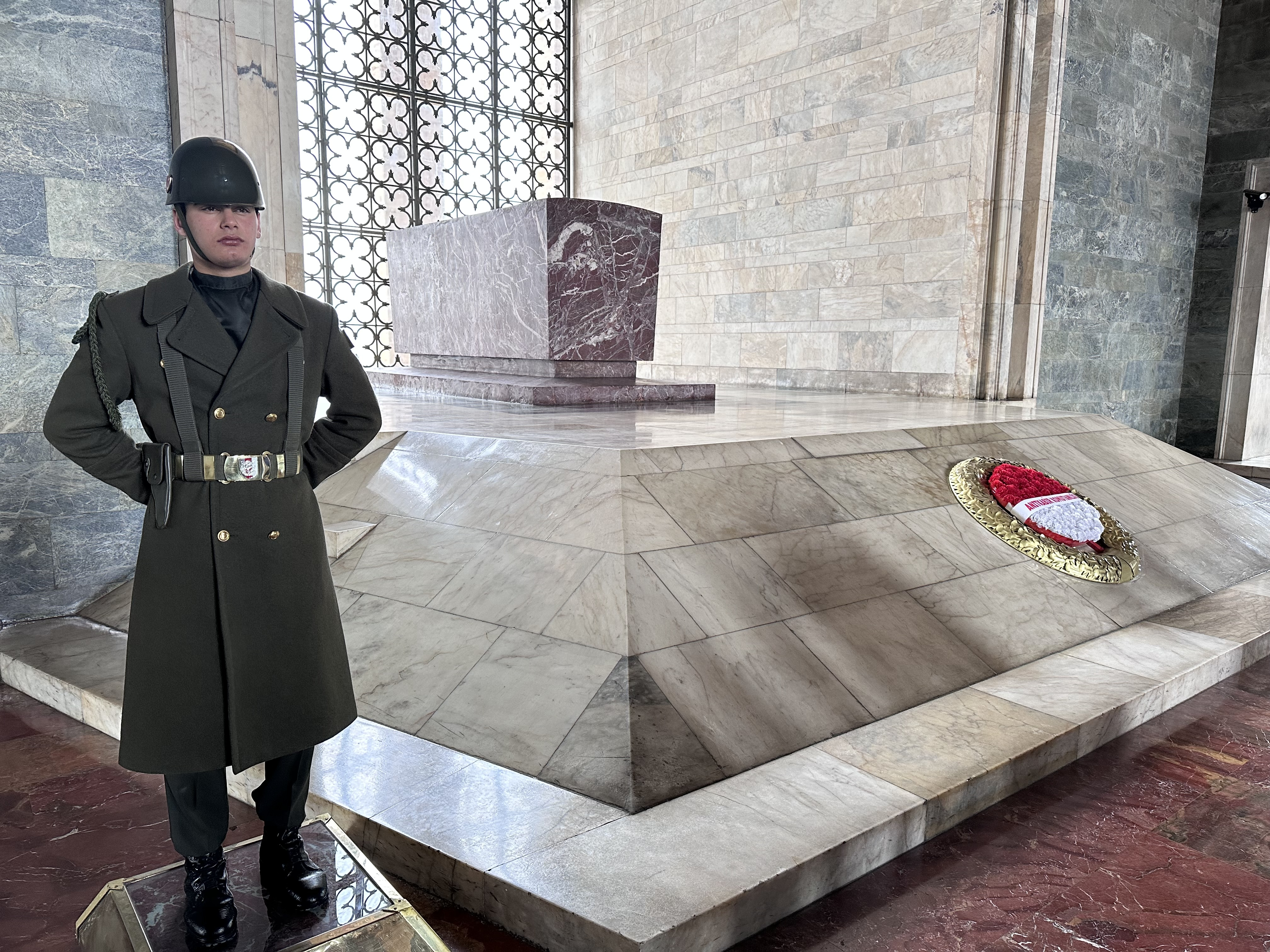
Le cénotaphe d'Atatürk au Anıtkabir à Ankara (le tombeau se trouve en dessous de celui-ci)
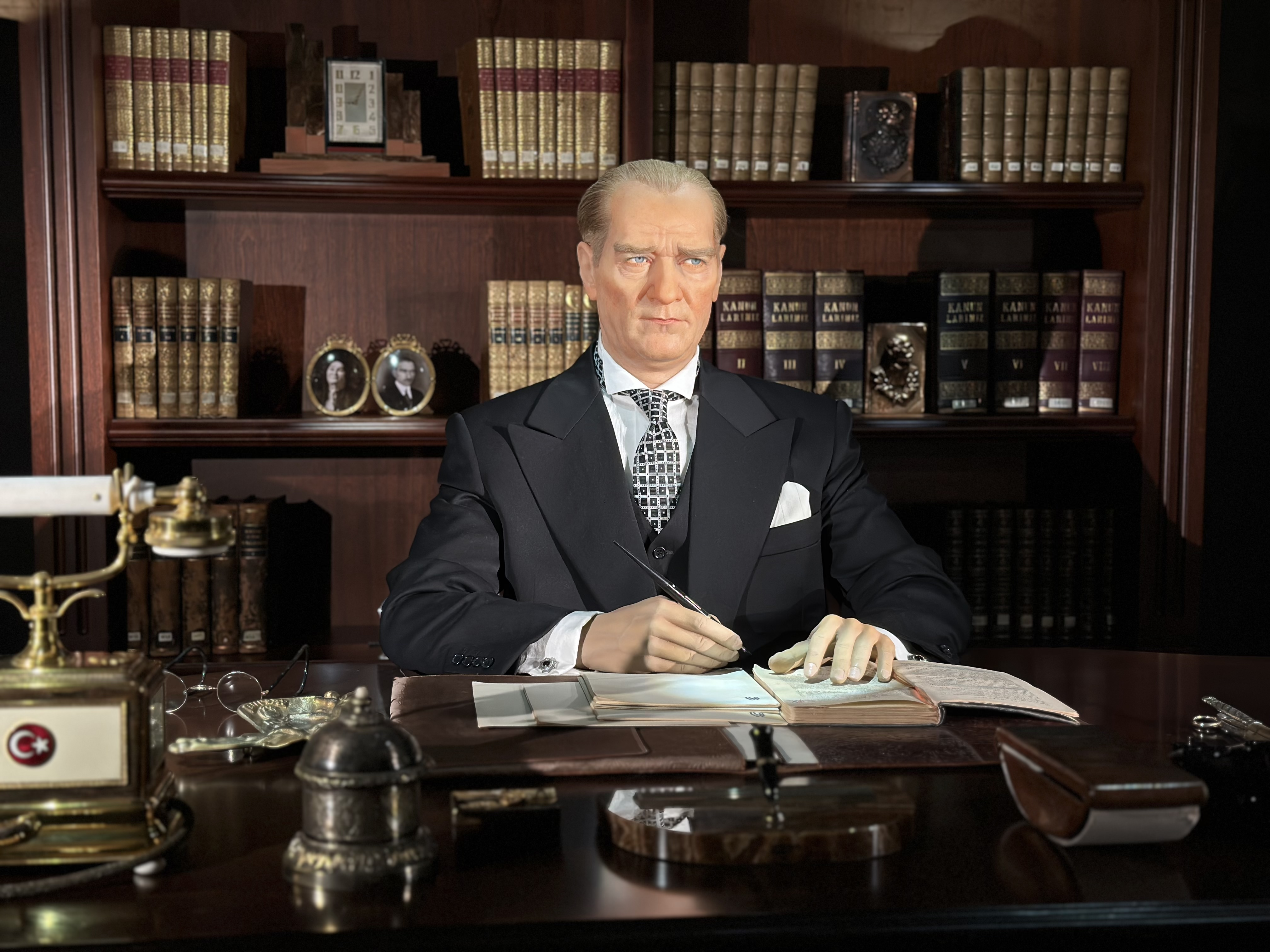
Statue d'Atatürk à Anıtkabir
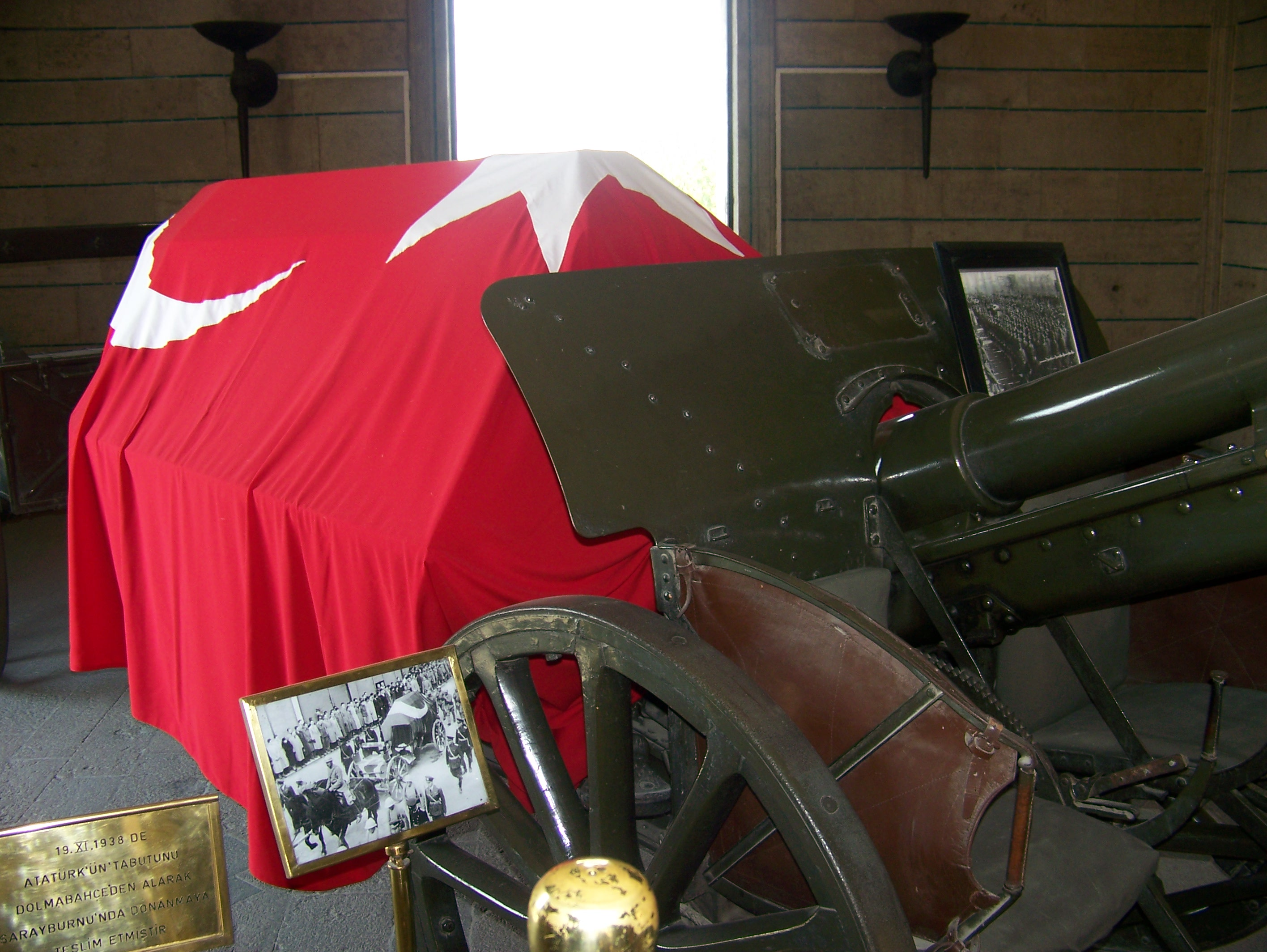
Le chariot qui a transporté la dépouille d'Atatürk du Palais de Dolmabahçe à Sarayburnu

Il entreprend des voyages dans des pays lointains alors même que ses proches lui demandent de rester pour ne pas détériorer sa santé. À la suite d'un voyage important à Adana, son état de santé se détériore. Le 6 septembre 1938, il rédige son testament où il affirme :
« Je ne laisse, en tant qu'héritage spirituel, aucun verset, aucun dogme, aucune règle pétrifiée et figée. Mon héritage spirituel, c'est la science et la raison (…). Tout dans ce monde évolue rapidement. La conception du bonheur et du malheur se modifie, au fil du temps, chez les peuples et les individus. Affirmer, dans ce contexte, que l'on a su inventer des recettes éternellement valables équivaudrait à renier l'incessante évolution des idées et de la science. (…) Nul n'ignore ce que j'ai essayé de faire, ce que je me suis efforcé de réussir pour le bien de la nation turque. Ceux qui, après moi, voudront avancer dans mon sillage, sans jamais s'éloigner de la raison et de la science, deviendront mes héritiers spirituels. »

#### Mort et funérailles
Il meurt d’une cirrhose le 10 novembre 1938 à 9h05, dans le palais de Dolmabahçe à İstanbul. Ses derniers mots sont Au revoir avant de plonger dans un profond coma. Il est enterré au musée ethnographique d’Ankara le 21 novembre 1938. Les chefs d'État du monde entier viennent présenter leurs hommages au cours de ses funérailles. Depuis le 10 novembre 1953, son corps repose à l'Anıtkabir, à Ankara. Parmi les objets exposés autour du tombeau, on trouve notamment son exemplaire personnel de Du contrat social de Rousseau dans une version en langue française et annotée de sa main,.

### Vie privée

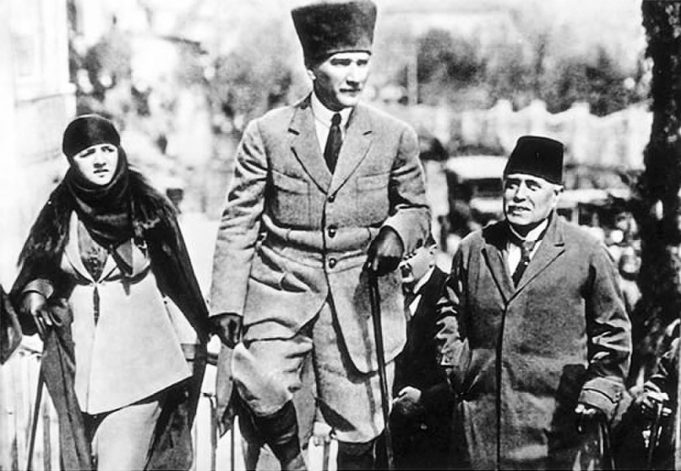
Mustafa Kemal Atatürk et son épouse Latife Uşşaki à Adana, 1923.

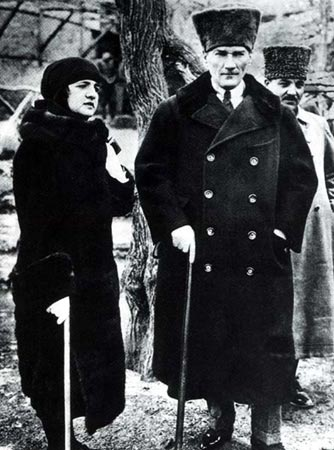
Latife et Mustafa Kemal (1923).

Mustafa Kemal Atatürk connaît le français et l'allemand et est passionné par la Révolution française et les idées des Lumières. C'est en partie sur ces principes que s'est construite la République turque.
Atatürk aurait eu des aventures amoureuses avec des femmes et des hommes, ce qui est, d'après son biographe Patrick Balfour Kinross, symptomatique d'un comportement bisexuel masculin qu'on retrouve largement dans l'ensemble de l'Empire ottoman finissant,,. Cependant, l'historien A. L. Macfie note que les rapports des services secrets britanniques sur la sexualité d'Atatürk pourraient avoir été rédigés par les ennemis d'Atatürk pour le discréditer.
Au cours de sa jeunesse, Kemal a un mode de vie très libre. Durant ses permissions, il lui arrive de se rendre dans les quartiers européens réputés pour leurs salles de spectacles, leurs bars et leurs maisons closes.
Le nom d'Atatürk est associé à quatre femmes : Eleni Karinte, Fikriye Hanım, Dimitrina Kovacheva et Latife Uşşaki. On sait peu de choses de sa relation avec Eleni, lorsqu'il était étudiant à Bitola, en Macédoine (Manastır en turc), mais la relation a inspiré une pièce de l'écrivain macédonien Dejan Dukovski, filmée plus tard par Aleksandar Popovski. À la fin de ses études militaires, Kemal passe sa vie au front, partageant alors sa vie entre des maîtresses turques ou étrangères. Il rencontre une jeune Bulgare, Dimitrina, avec qui il envisage de se marier. Son père étant le ministre d'un pays potentiellement ennemi, il préfère rompre la relation.
Fikriye était une cousine nominale d'Atatürk, fille de la sœur de son beau-père Ragıp Bey. Fikriye s'est attachée passionnément à Atatürk ; l'ampleur des sentiments de Kemal pour elle n'est pas claire, mais il est certain qu'ils sont devenus très proches après le divorce de Fikriye d'avec son mari égyptien et son retour à Constantinople. Pendant la guerre d'indépendance, elle vit avec lui à Çankaya, en tant que secrétaire personnelle. Cependant, après que l'armée turque soit entrée à Izmir en 1922, Atatürk rencontre Latife alors qu'elle séjourne chez son père, le magnat de la navigation Muammer Uşakizade (plus tard Uşaklı). Latife est tombée amoureuse d'Atatürk. Encore une fois, les sentiments de Kemal sont inconnus, mais il a certainement été impressionné par l'intellect de Latife, diplômée de droit à la Sorbonne et étudiante d'anglais à Londres lorsque la guerre a éclaté. Ils se marient le 29 janvier 1923. Mais Latife, jalouse de Fikriye, lui demande de quitter la maison de Çankaya. Selon les témoignages officiels, Fikriye, dévastée de chagrin, se suicide avec un pistolet qu'Atatürk lui avait donné en cadeau, mais le bruit a couru qu'elle avait été assassinée. Le triangle d'Atatürk, Fikriye et Latife est devenu le sujet d'un manuscrit de son ami proche, Salih Bozok, resté inédit jusqu'en 2005. Latife a été brièvement et littéralement le visage de la nouvelle femme turque, apparaissant en public en tenue occidentale avec son mari. Kemal voit en sa femme Latife le modèle de la femme turque (occidentalisée). Cependant, leur mariage n'est pas heureux ; après de fréquentes disputes, ils divorcent le 5 août 1925.
Kemal a adopté huit filles, toutes adultes : l'historienne Afet İnan ; la première femme pilote de guerre au monde, Sabiha Gökçen ; Fikriye ; Ülkü Adatepe ; Nebile ; Rukiye ; İhsan et Zehra. Pour l'historien français Alexandre Jevakhoff, ce choix s'est inscrit dans une sorte de « marketing politique », ses filles qui occupaient des postes prestigieux devaient donner au monde une vision moderne et émancipée de la femme turque, et devaient par ailleurs encourager les femmes turques à suivre cette voie. Il adopte également un jeune garçon, Mustafa et il prend sous sa protection deux garçons, Abdurrahim et İhsan.
Kemal Atatürk menait une vie trépidante, essentiellement nocturne dans les années 1930, et il consommait beaucoup d'alcool, en particulier du rakı. Fabrice Monnier y voit les deux raisons de sa mort prématurée.

## La construction de la Turquie comme nation moderne

### Naissance de la république de Turquie

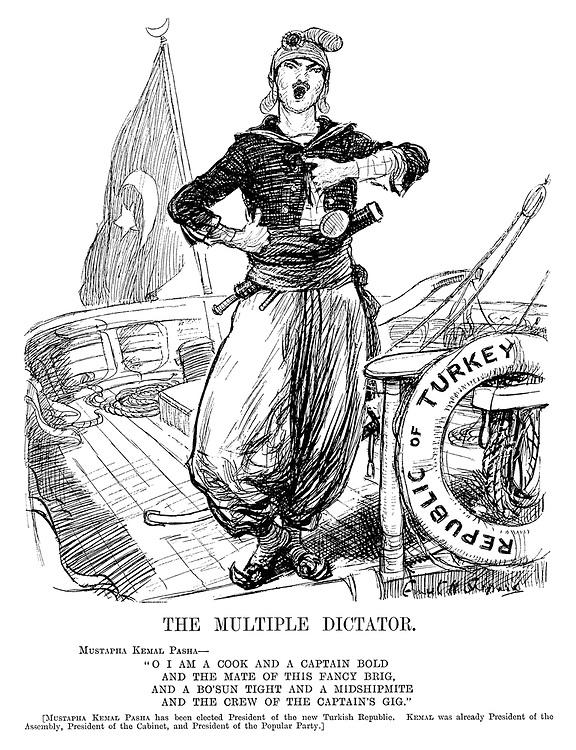
Une caricature britannique de 1923 satirisant le règne de Mustafa Kemal en Turquie.

Mustafa Kemal fait voter à l'Assemblée nationale l'abolition de la monarchie et fait expulser le dernier sultan ottoman Mehmed VI le 1er novembre 1922. Le titre de calife est donné par l'Assemblée nationale à Abdülmecit, l'aîné de la maison ottomane. Mais la plus importante réforme de Mustafa Kemal est l'instauration de la république le 29 octobre 1923, donnant à la nation turque le droit d'exercer la souveraineté populaire à travers une démocratie représentative. Pour que la nouvelle république éclose, Mustafa Kemal abolit le califat, qui est détenu par les sultans ottomans depuis l'incorporation de l'Égypte à l'Empire ottoman en 1517, le 3 mars 1924. Le même jour, les membres de la maison ottomane sont déchus de la nationalité turque et expulsés du pays.

### Séries de réformes
Mustafa Kemal considère le port du fez, que le sultan Mahmoud II avait érigé en code vestimentaire de l'Empire ottoman en 1826, comme un symbole féodal et finit par l'interdire aux Turcs qui sont incités à porter des chapeaux. Il demande aux Turcs d'adopter aussi le code vestimentaire européen. Mustafa Kemal n'interdit pas le port du hijab, craignant une guerre civile, mais son port est interdit aux fonctionnaires, et il est fortement déconseillé dans la vie publique. Il interdit également les musiques et les danses orientales. Et à partir de 1934, la radio n'émet plus que de la musique occidentale. Il favorise le développement d'une culture occidentale et investit à l'opéra, le ballet et la musique classique.
Après l'abolition du califat, il fait venir en Turquie un collège de juristes occidentaux. Il adopte sur leurs conseils le code commercial allemand, le code pénal italien, et le code civil suisse, avec certaines modifications ou adaptations. La polygamie est interdite et les hommes et les femmes deviennent égaux en droits. Celles-ci obtiennent le droit de vote en 1930 (élections municipales) et en 1934 (élections nationales et éligibilité).
En 1926, le calendrier hégirien est remplacé par le calendrier grégorien.

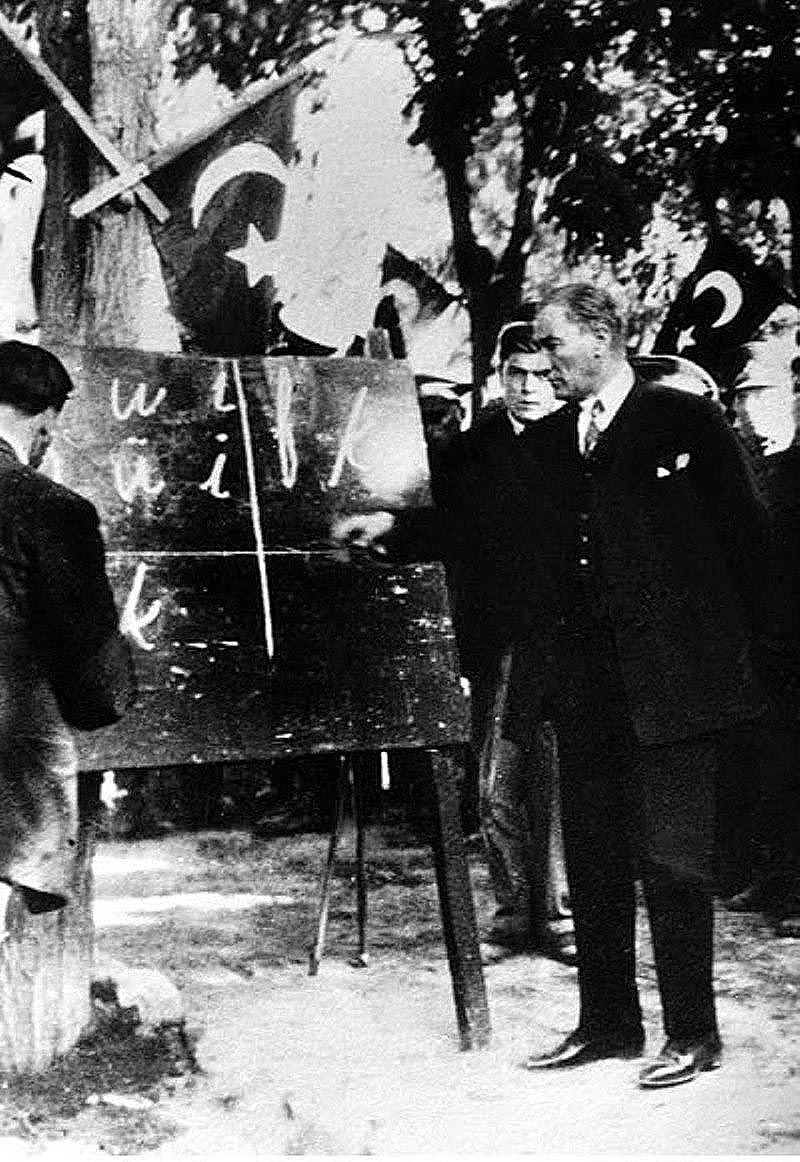
Mustafa Kemal enseignant l'alphabet latin.

En 1928, le gouvernement décrète que l'alphabet arabe sera remplacé par l'alphabet latin avec les lettres spéciales ç/Ç, ğ/Ğ, ı/I, İ, et ş/Ş : c'est la « Révolution des signes ». Le changement d'alphabet devait prendre plusieurs années selon les conseils des linguistes et universitaires, mais Mustafa Kemal décide que le changement se fera en trois mois ou ne se fera jamais. Tous les Turcs âgés de 6 ans à 40 ans doivent ainsi retourner à l'école pour apprendre le nouvel alphabet. Kemal a enseigné l'alphabet latin pour la première fois à Sinop. Au cours de ses tournées d'explication, il montre les avantages du nouvel alphabet à des publics divers. Ce changement colossal traduit la volonté de sortir de la sphère culturelle arabo-musulmane, remplacée ainsi par la culture occidentale.

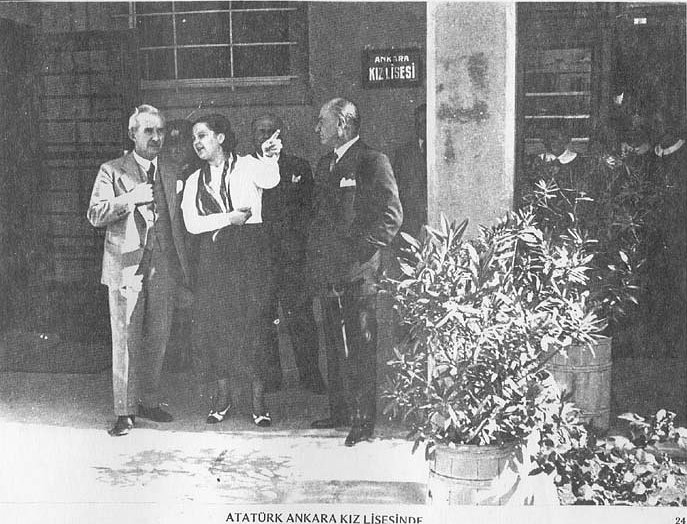
Mustafa Kemal au lycée féminin d'Ankara.

En 1935, le dimanche devient le jour de repos hebdomadaire, à la place du vendredi.
L'école primaire devient obligatoire, et de nouvelles écoles sont ouvertes dans tout le pays. L'école devient mixte, républicaine et laïque selon le modèle français de Jules Ferry. La scolarisation des filles est fixée comme une priorité nationale.
En 1934, il promulgue une loi obligeant les Turcs à se doter d'un nom de famille. La Grande assemblée nationale de Turquie lui donne à cette occasion le nom d'Atatürk.

### Laïcité
Cherchant à limiter l'influence de l'islam sur les établissements politiques et culturels turcs, il décide de supprimer le califat le 3 mars 1924, responsable à ses yeux du ralentissement du développement de la Turquie. Il adopte le système de la laïcité ; la religion n'est pas contestée, mais elle se limite à la sphère strictement privée. Pour Hamit Bozarslan, la sécularisation portée par Mustafa Kemal, sans nier son caractère radical et inédit pour l'époque dans le monde musulman, n'est toutefois pas à comprendre comme identique à celle existant en France. En effet, loin de mettre à égalité tous les cultes aux yeux de la loi et de séparer de façon claire et distincte le champ politique et le champ religieux, le nouveau pouvoir place l'islam sunnite sous le financement et le contrôle de l'État turc. En effet, dès le 3 mars 1924 est fondée la Diyanet İşleri Başkanlığı, administrant et financant à partir des impôts de l'ensemble des citoyens turcs (alévis et non-musulmans compris) l'islam sunnite, sous contrôle du Premier ministre. De plus, les minorités alévis et les personnes quittant l'islam sunnite pour se convertir au christianisme ont subi de multiples répressions épisodiques durant la présidence d'Atatürk. Cette conception particulière de la laïcité s'explique par le fait que pour la plupart des kémalistes de l'époque, le socle de l'identité nationale de la nouvelle nation turque devait reposer sur une unité linguistique mais aussi religieuse. Malgré tout, la majorité des alévis de Turquie ont soutenu Kemal dans ses réformes et ses projets de sécularisation, satisfaits des efforts de modernisation de la Turquie tentant d'effacer le souvenir de l'Empire ottoman sous lequel ils étaient persécutés car considérés comme hérétiques, et conscients que la république naissante leur offrait de meilleures conditions de vie.
Toujours pour l'historien Bozarslan, si la politique de sécularisation peut apparaître comme une véritable rupture avec le caractère plus ou moins théocratique de l'Empire ottoman, celle-ci peut aussi être perçue comme ancrée dans la continuité d'un long processus de sécularisation ayant parcouru l'ensemble de la période ottomane, notamment sous l'ère des Tanzimat. Selon lui, le rôle d'Atatürk dans la sécularisation de la Turquie a été amplifié a posteriori pour renforcer sa stature d'homme providentiel.
Pour Didier Billon, « Mustafa Kemal évaluait [...] la religion, considérée comme fait social, comme nécessaire au lien social. [...] Atatürk va même jusqu’à déclarer en 1932 qu’une nation sans religion est vouée à disparaître ».

### Identité nationale et place des minorités dans la Turquie kémaliste

#### Constitution d'une identité nationale et d'un idéal de turcité
À la suite de la laïcisation et de l'occidentalisation du pays imposées par Mustafa Kemal, la question des minorités religieuses et culturelles est posée. Le souhait du gouvernement kémaliste est d'avoir une Turquie homogène ethniquement et religieusement. Mustafa Kemal voit l'addition de différentes nationalités en Turquie comme une faiblesse, dont pourraient se servir les Européens et en particulier les Britanniques pour diviser et détruire la Turquie.
Pour Hamit Bozarslan, les mandats successifs de Mustafa Kemal coïncident avec une construction intellectuelle et politique d'une identité nationale turque, reposant sur la religion (ainsi, l'islam sunnite garde malgré tout un statut officiel), sur la langue et sur l'ethnie. Dans ce contexte, l'identité nationale turque se fonde d'abord sur les populations sunnites, considérées comme ethniquement turque et turcophones, les minorités internes ne remplissant pas ces trois critères étant réduites officieusement à un rang secondaire. Ainsi, en 1925, İsmet Pacha, alors Premier ministre, déclare : « Devant la majorité turque, les autres éléments n'ont aucune sorte d'influence. Nous devons à tout prix turcifier les habitants de notre pays. Ce que nous recherchons chez ceux qui veulent servir le pays, c'est avant tout d'être des Turcs et turcistes ».
Dans ce contexte, Mustafa Kemal impose une politique d'assimilation culturelle contrainte des populations nommée turquisation, consistant notamment à imposer l'usage de la langue turque. Ainsi, la loi 2510 votée par le Parlement en 1934 impose le turc comme seule langue autorisée au sein de la république de Turquie.
Cette turcité est également une construction intellectuelle appuyée par le pouvoir au détriment de la réalité historique et linguistique. Ainsi, Kemal et son gouvernement appuient l'Institut turc de l'histoire et l'Institut turc de langue, fondés respectivement en 1931 et 1932. Ces deux instances universitaires contribuent à diffuser un révisionniste renforcant la place du peuple turc dans l'histoire de l'humanité : ainsi, ces instituts diffusent notamment l'idée selon laquelle toutes les langues et civilisations auraient pour origine le peuple turc et sa langue, aussi nommée « langue-Soleil », ainsi que l'idée que le peuple turc est le peuple originel d'Anatolie.
Enfin, Mustafa Kemal soutient la construction d'une « identité raciale » turque, en exigeant en 1937 de la faculté de médecine d'Istanbul des études devant servir à définir la « race turque » comme une race descendant des aryens.

#### La question kurde
Les Kurdes sont musulmans, sans être sémites. Ce ne sont donc pas des populations arabes, c'est pourquoi la Turquie affirme que ce sont « des populations authentiquement turques ». La volonté est donc de les assimiler au groupe majoritaire.
Néanmoins, les Kurdes ont des revendications nationalistes et séparatistes, et leur langue appartient en fait au groupe des langues indo-européennes (famille iranienne). Le problème se complexifie encore par les revendications turques sur les vilayets de Mossoul et de Kirkouk, deux régions d'Irak riches en pétrole et où vivent une majorité de Kurdes et Turkmènes.
Ces derniers se trouvent dans un état d'insurrection permanente dès 1921. Dans le cadre de l'assimilation kurde, le gouvernement de Kemal vote en 1924 une loi qui interdit l'usage du kurde dans les publications écrites et dans les écoles. Une grande révolte kurde menée par le Cheikh Saïd éclate alors. Les tribus kurdes attaquent Elazığ, Maraş et Bitlis et soutiennent ouvertement l'ancien régime du Sultan (lequel avait signé le traité de Sèvres qui garantissait l'autonomie kurde) contre la République. La révolte est soutenue par des sociétés secrètes islamiques et de grands journaux. De leur côté, pour empêcher le rattachement de Mossoul et de Kirkouk à la Turquie, le Royaume-Uni encourage les rebelles kurdes à la révolte et leur fournit armes et subsides.
Mustafa Kemal décide d'envoyer neuf divisions au sud de l'Anatolie, en donnant l'ordre à ses soldats de réprimer les insurgés. Il crée des tribunaux dits d'indépendance et des cours martiales emprisonnent tous les Kurdes reconnus coupables d'« atteinte à la sûreté intérieure de l'État ». Quarante-six meneurs sont pendus sur la grande place de Diyarbakır. Le but du gouvernement d'Ankara est de faire d'eux des exemples et de dissuader les Kurdes d'encore recourir à la révolte. Il décide par la même occasion de supprimer les turbés et les dervicheries, les sectes religieuses, les couvents et les confraternités qu'il accuse de soutien envers les nationalistes kurdes. La révolte est matée mais la Turquie finit par reconnaître l'autorité de l'Irak sur Mossoul en juin 1926.
En 1930 la révolte éclate à nouveau et l'armée turque mobilise près de 70 000 hommes et 100 avions pour mater la rébellion. En 1932, la loi martiale est décrétée sur le territoire kurde, la déportation et la dispersion d'une partie de sa population en Anatolie orientale est organisée. Le 14 juin 1934 une loi connue en tant que « Loi no 2510 » promulgue entre autres des déplacements de populations en vue de l'assimilation de la population kurde. La population kurde s'y oppose et d'autres révoltes éclatent, notamment en 1937-1938 à Dersim avec le leader Seyid Riza, et d'autres qui s'étendent jusqu'au Kurdistan irakien.
Lors d'un discours tenu le 1er novembre 1936, Mustafa Kemal reconnaît que le problème kurde est un des plus graves problèmes intérieurs de la Turquie.

#### La place des Juifs
Au sortir de la guerre d'indépendance de Turquie, la présence des populations juives de Turquie est restreinte, et surtout concentrée autour des pôles urbains de Constantinople et d'Izmir.
Dans ce contexte, et malgré des déclarations antisémites prononcées dans les années 1920 parmi lesquelles il accuse les Juifs de « sucer le sang » des Turcs, Mustafa Kemal se place comme protecteur des populations juives de Turquie, se refusant à employer à leur encontre des politiques discriminatoires. De fait, alors que la montée de l'antisémitisme en Europe pousse de nombreux Juifs européens à immigrer en Palestine, les Juifs de Turquie sont peu nombreux à faire ce voyage sous la Turquie kémaliste, du moins jusqu'au milieu des années 1930. De plus, dès les premières mesures discriminatoires envers les Juifs impulsées par le chancelier Adolf Hitler en Allemagne, le président turc accepte d'accueillir de nombreux intellectuels et fonctionnaires juifs allemands licenciés et propose de leur garantir un emploi dans les universités turques.
Toutefois, les populations juives constituent encore une population vulnérable alors que l'antisémitisme demeure un phénomène répandu en Turquie. Ainsi, le pouvoir kémaliste ne peut empêcher les pogroms de Thrace, entraînant le départ de 3000 Juifs de Turquie vers la Palestine. De plus, dans le cadre des décisions politiques visant à garantir l'unité de la Turquie par un processus de turquisation, les populations juives ont pu être affectées indirectement. Ainsi, la loi 2510 votée par le Parlement en 1934 imposant le turc comme seule langue autorisée affecte la communauté juive habituée à s'exprimer en judéo-espagnol.

## Héritage

### Héritage en Turquie

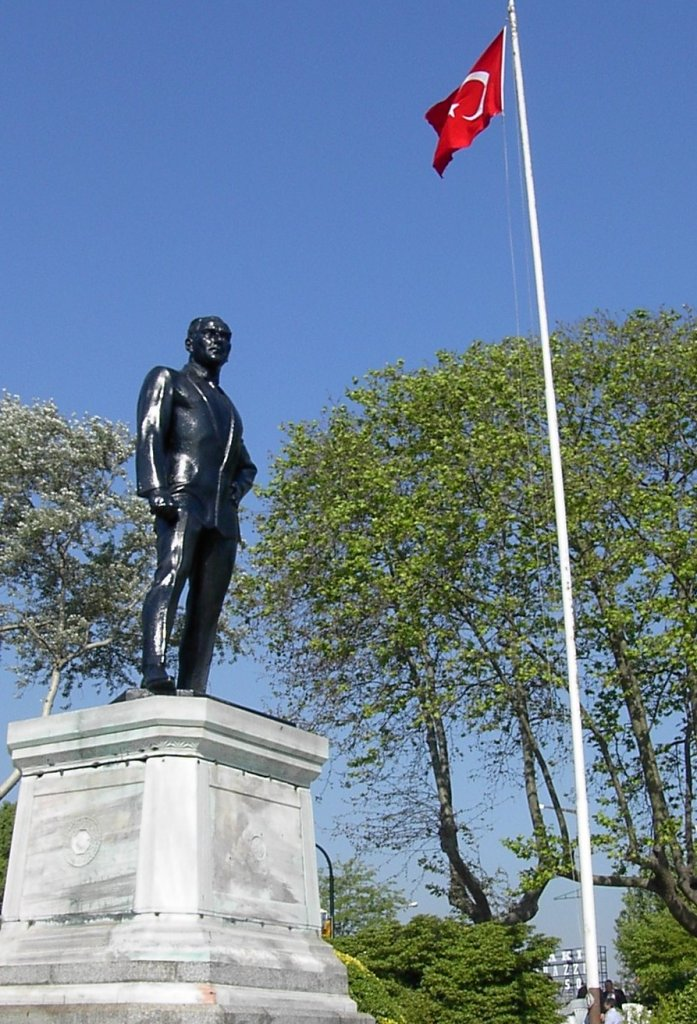
Statue d'Atatürk à Sarayburnu-Istanbul.

Plus que Mustafa Kemal lui-même, c'est son successeur İsmet İnönü, qui a fortement encouragé un culte de la personnalité post mortem, un culte qui survit encore : le portrait d'Atatürk est partout, dans tous les bureaux de l'administration publique, les classes, sur tous les billets de banque et dans les maisons de beaucoup de familles turques qui le considèrent comme un héros national. La loi no 5816, adoptée le 25 juillet 1951, dispose que « Quiconque insulte publiquement ou maudit la mémoire d'Atatürk est incarcéré avec une lourde sentence entre un et trois ans ». Sentence aggravée si la diffamation a lieu par voie de presse.
Beaucoup de lieux portent son nom comme l'ancien aéroport international d'Istanbul (de 1980 à la fermeture en 2019) ou le stade olympique Atatürk dans cette même ville.
Une ou plusieurs statues d'Atatürk se trouvent dans la plupart des villes de Turquie. La première statue érigée à son nom date de 1926 et se trouve à Sarayburnu dans la ville d'Istanbul. Chaque cour d'école en Turquie possède un buste d'Atatürk.
Tous les ans au moment exact de son décès, c'est-à-dire le 10 novembre à 9 h 05, les sirènes retentissent à travers tout le pays, deux minutes de silence sont observées, la diffusion audiovisuelle est interrompue pendant ces deux minutes. Les drapeaux sont mis en berne pour cette journée. Auparavant, la manifestation du deuil était plus marquée, les journaux avaient des titres noirs, les cinémas, les restaurants restaient fermés ce jour-là. Ces pratiques ont été abandonnées en 1989, pour mettre l'accent sur la commémoration plutôt que le deuil.
L'immense majorité des partis politiques se réclament de l'héritage kémaliste ; cependant, les poussées extrémistes sont rapidement tentées de contester le mythe fondateur : en ce sens celui-ci constitue un rempart historique qui s'est avéré efficace contre les dérives extrémistes. Malgré tout, l'historien franco-turc Hamit Bozarslan souligne que de très nombreux partis et personnalités politiques se sont déclarés kémalistes durant le XXe siècle, y compris au sein de l'extrême gauche ou de l'extrême droite. C'est le cas notamment de penseurs libéraux pour qui la modernisation de la Turquie doit passer par la constitution de très grandes fortunes, d'intellectuels et d'économistes étatistes et dirigistes, de militants marxistes voyant dans Mustapha Kemal une figure majeure de la lutte anti-impérialiste mais aussi de militants d'extrême-droite admirant l'anticommunisme radical de Kemal. De même, Kemal a pu susciter l'admiration à la fois des admirateurs de l'Occident et des antioccidentalistes.
« Objet d'un culte de la personnalité certainement unique dans une démocratie, Atatürk a mis en place un système moderne pour les années 1930, mais qui s'est complètement figé par la suite en mémoire du « chef éternel ». […] Parallèlement, l'État kémaliste a mené un pays musulman de 70 millions d'habitants vers la démocratie et la stabilité, ce qui est rare dans cette région du monde ; il a également lutté avec succès pour la laïcité et contre le développement trop important des mouvements islamistes. »

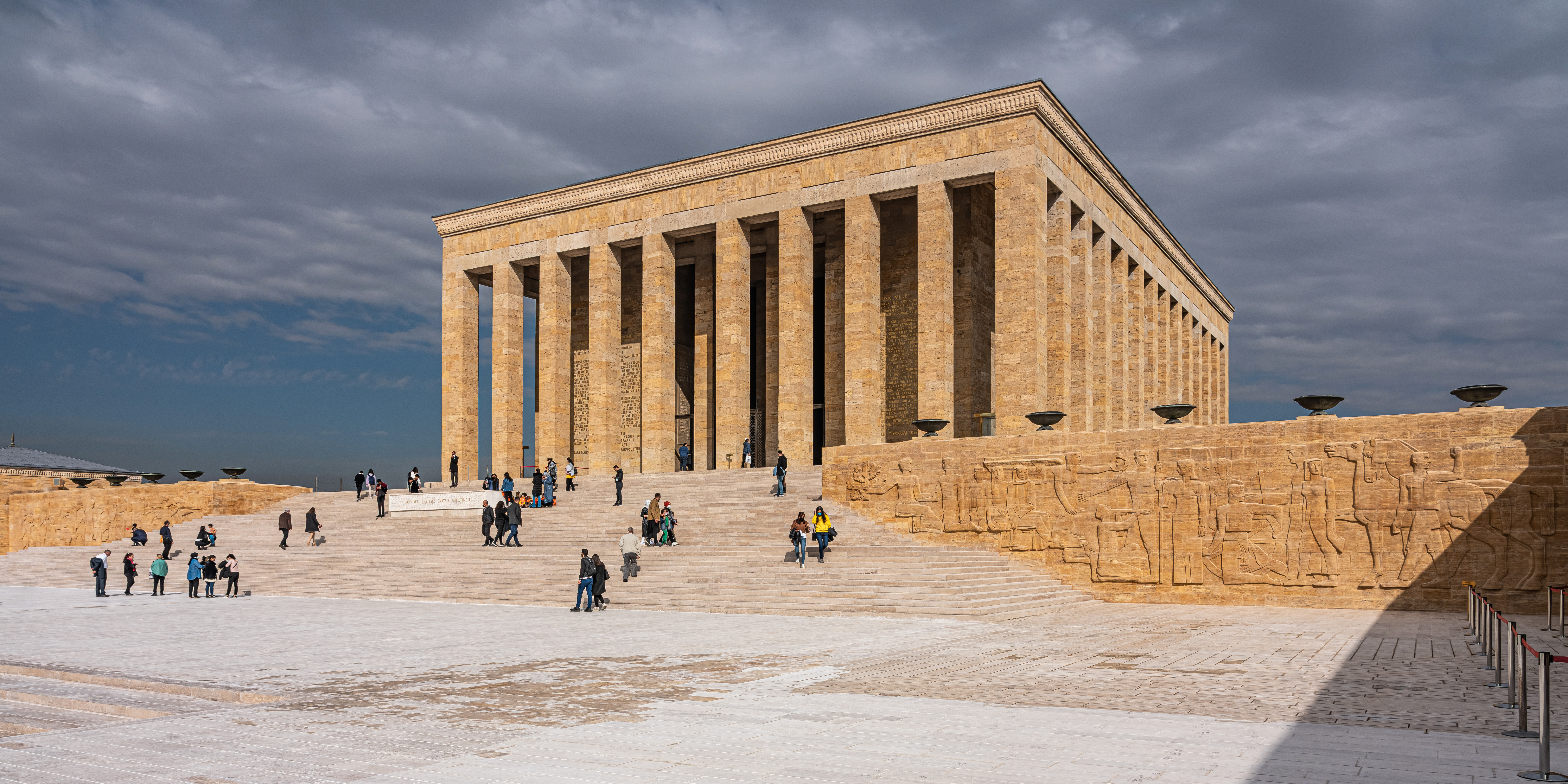
Mausolée d'Atatürk à Ankara.

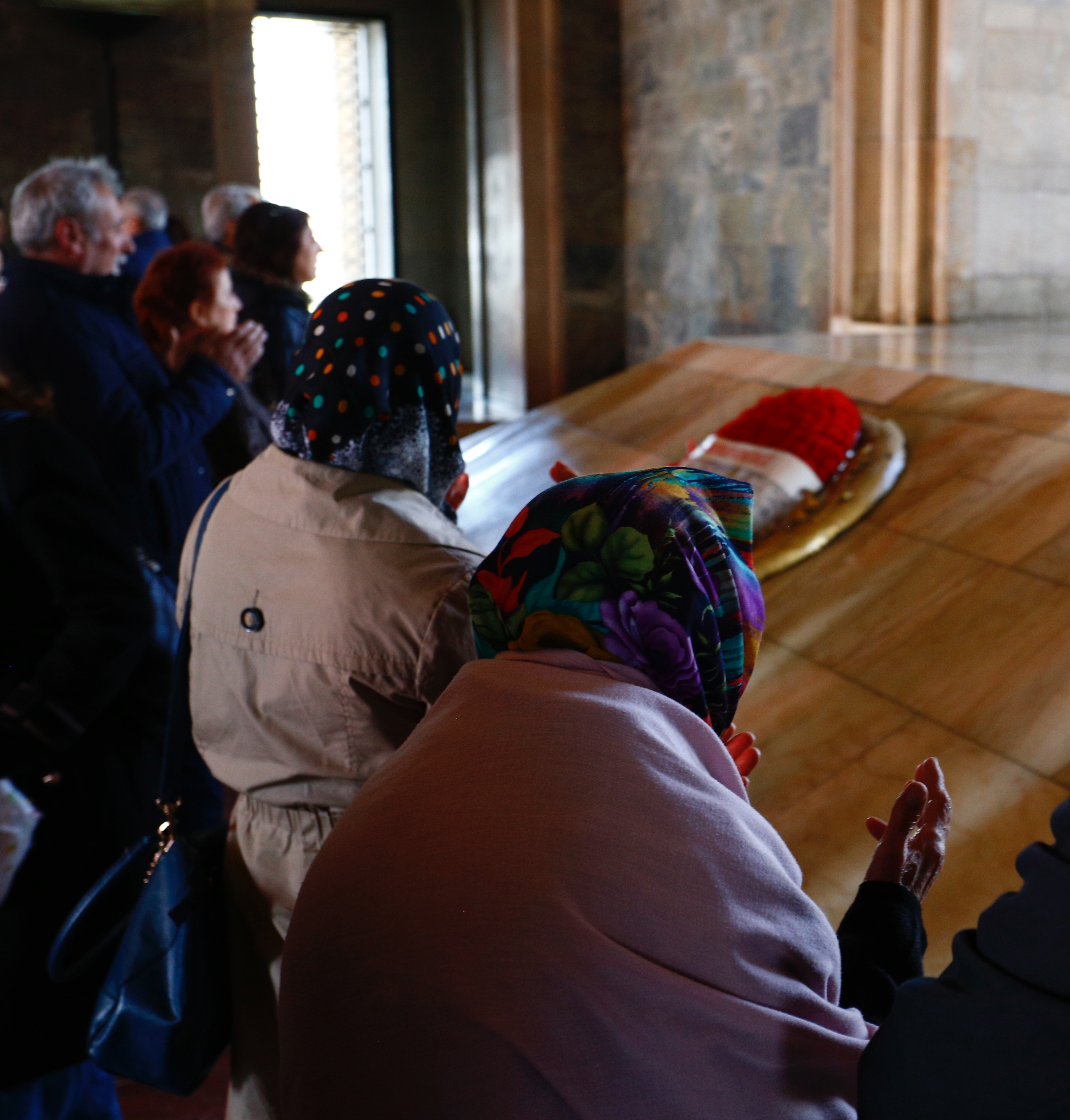
Les visiteurs de l'Anıtkabir prient pour Atatürk.

Pour Alexandre Adler, Atatürk n'avait qu'un seul but :
« L'élévation du pays vers la démocratie et la prospérité européennes, où la culture française et la précision allemande allaient jouer le même rôle que naguère la profondeur métaphysique et la splendeur imagière de l'Iran. »
Le parcours de Kemal a ceci de singulier qu'il s'appuie largement sur l’armée comme instrument au service d'objectifs supérieurs : laïcité, démocratie, stabilité politique, place de la femme dans la société… Son exemple va profondément influencer la culture de l'armée turque qui intervient à plusieurs reprises lors des périodes d'instabilité politique pour finalement restituer le pouvoir aux institutions une fois la crise passée, alors qu'en d'autres circonstances des dictateurs se seraient installés. Atatürk laisse derrière lui un État républicain et laïque.

### Héritage dans le tiers-monde
Dans le monde, Atatürk a influencé de nombreux chefs d'État et des leaders nationalistes.
Au Maroc, la révolution indépendantiste d'Abdelkrim (première guerre de décolonisation du XXe siècle) s'était déroulée dans la même période que la révolution kémaliste. Abdelkrim suivait donc avec intérêt les évolutions en Turquie et s'est inspiré de certaines idées kémalistes pour diriger l'éphémère république du Rif (1920-1926). Plus tard les nationalistes de gauche tels Abderrahim Bouabid et Mehdi Ben Barka et le parti de l'indépendance et de la démocratie de Mohamed Hassan El Ouazzani prennent le kémalisme comme exemple pour établir un projet de société pour le Maroc.
Le président tunisien Habib Bourguiba ne cachait pas son admiration pour le kémalisme et les réformes qu'il a mises en place en Tunisie sont comparables aux réformes kémalistes.
Le chah d'Iran, Reza Pahlavi, et le chef d'État afghan, Mohammed Zaher Chah, se sont directement inspirés du kémalisme pour mener des réformes dans leurs pays.
Mustafa Kemal a aussi eu de l'influence sur des chefs nationalistes, comme sur le nationaliste algérien Messali Hadj qui disait :
« Les premières prouesses militaires de Mustapha Kemal Pacha eurent sur le monde islamique une grande résonance, un profond réconfort et un immense encouragement. »
Le combattant du FLN Ferhat Abbas s'est également inspiré de l'œuvre de Mustafa Kemal pour rédiger le manifeste du 12 février 1943. Il avait d'ailleurs pris pour pseudonyme le nom de Kemal Abencérage.
Il a servi de modèle également à Housni al-Zaim en Syrie.
L'indépendantiste indien Jawaharlal Nehru admirait également Mustafa Kemal :
« Kemal Atatürk était mon héros dans ma jeunesse. À l'époque, nous nous occupions de notre propre mouvement d'indépendance. (…) Je n'oublierai jamais le moment de joie et la manière de laquelle nous avons célébré en prison la grande victoire qu'il avait remportée. (…) Il est l'un des grands constructeurs de l'époque moderne en Orient. Je continue d'être un de ses grands admirateurs. »
Mustafa Kemal a de manière générale encouragé les peuples du tiers-monde à prendre leur indépendance et à se prendre en main.
Le 18 avril 1935, la douzième Conférence internationale des femmes se tient à Istanbul (Turquie), présidée par la féministe égyptienne Huda Sharawi. La conférence élit cette dernière vice-présidente de l’Union internationale des femmes. Elle considère Atatürk comme un modèle, écrivant dans ses mémoires :
 (mars 2020).
Le contenu est difficilement compréhensible vu les erreurs de traduction, qui sont peut-être dues à l'utilisation d'un logiciel de traduction automatique.
« Après la fin de la conférence d'Istanbul, nous avons reçu une invitation à assister à la célébration organisée par Mustafa Kemal Atatürk, le libérateur de la Turquie moderne... Dans le salon à côté de son bureau, les délégués invités se tenaient en demi-cercle, et après quelques instants la porte s'ouvrit et entra Atatürk, entouré d'une aura de majesté et de grandeur, et un sentiment de prestige régna. Honorable, à mon tour, je lui ai parlé directement sans traduction, et la scène était unique pour une femme musulmane orientale représentant l'Autorité internationale de la femme et prononçant un discours en turc exprimant l'admiration et les remerciements aux femmes égyptiennes pour la libération du mouvement qu'il a dirigé en Turquie, et j'ai dit : C'est l'idéal de laisser Oh la sœur aînée des pays islamiques, il a encouragé tous les pays de l'Est à essayer de libérer et d'exiger les droits des femmes, et j'ai dit: Si les Turcs vous considéraient comme la dignité de leur père et ils vous ont appelé Atatürk, je dis que cela ne suffit pas, mais vous êtes pour nous « Atacharq » [le Père de l'Orient]. Son sens ne provenait d'aucune femme chef de délégation et me remercia beaucoup pour la grande influence, puis je le priai de nous présenter une photo de son Excellence pour publication dans la revue L'Égyptienne.
 »

### Héritage en Occident
En tant que chef du mouvement national 1919-1923, il a été décrit par les Alliés et le journaliste de Constantinople de renommée nationale Ali Kemal comme un « chef voleur ». Dans ce contexte, Lord Balfour l'a appelé le « plus terrible de tous les terribles Turcs » (most terrible of all the terrible Turks).
Malgré tout, Mustafa Kemal a pu se doter d'une image très positive au sein d'une partie des européens. Pour une partie importante de la gauche, notamment au sein des partis de gauche anticléricaux et se revendiquant patriotes, Atatürk est vu comme un homme d'Etat progressiste, modernisateur et ayant lutté contre l'influence de la religion musulmane. Ainsi en France, un des courants de l'aile gauche du Parti radical visant à rénover le parti à partir des années 1920 s'est désigné sous le nom de "Jeunes Turcs" en partie pour rendre hommage au kémalisme.

### Instrumentalisation par les nazis
Malgré le refus de Mustafa Kemal de faire de l'antisémitisme un pilier de sa pratique du pouvoir et son choix d'accueillir des Juifs allemands fuyant les persécutions dès 1933, la figure de Mustafa Kemal a pu être reprise par les nazis pour justifier leurs ambitions. Adolf Hitler lui-même déclare en 1938 : « Atatürk était le maître à penser, Mussolini son premier apprenti, et moi son second ».
Hitler salue l'arrivée de Mustafa Kemal au pouvoir appuyée sur sa légitimité militaire, et cite cet évènement dans le cadre de son procès pour sa participation au putsch de la Brasserie pour légitimer sa tentative de coup d'État. Les nazis voyaient également en Atatürk le créateur du système politique à parti unique non-communiste, ainsi qu'un exemple réussi de « regénération » d'un pays après une défaite traumatisante, mettant arbitrairement sur le même plan la Turquie post-ottomane et l'Allemagne après le traité de Versailles et la chute de l'Empire allemand. D'après l'historien Stefan Ihrig, les réformes kémalistes afin de réduire le poids de la religion musulmane ont pu également susciter la sympathie d'Adolf Hitler, y voyant non pas un moyen de moderniser le pays en réduisant l'influence du pouvoir religieux sur le pouvoir politique mais un moyen de prendre le contrôle des autorités religieuses pour affirmer sa légitimité.

#### Ouvrages en français
- Jean-Louis Bacque-Grammont, Jean-Paul Roux, Mustapha Kemal Atatürk et la Turquie nouvelle, Maisonneuve et Larose, 1982.
- Regards sur Atatürk : à l'aube du troisième millénaire (ouvrage collectif publié par le Centre culturel Anatolie). – Nancy : Éditions À ta Turquie, 1998,  (ISBN 2-9507197-3-2).
- Sina Akşin et Jean-Louis Bacqué-Grammont (dir.), La Turquie et la France à l'époque d'Atatürk, Paris, ADET, 1981.
- Falih Rifki Atay, Le Mont des Oliviers, coll. « Écriturques », éditions Turquoise, Paris, 2009, 256 p.
- Jacques Benoist-Méchin, Mustapha Kémal ou La mort d'un empire, éditions Albin Michel, 1954  (ISBN 2226021957).
- Jacques Benoist-Méchin : La Turquie se dévoile, éditions PML, 1980.
- Etienne Copeaux, « La transcendance d’Atatürk », in Mayeur-Jaouen Catherine (dir.), Saints et héros du Moyen-Orient contemporain, Paris, Maisonneuve et Larose, 2002, pp. 121-138.
- Georges Daniel, Atatürk, Chronique, coll. « Chroniques de l'Histoire », 1998 (ISBN 978-2843550010).
- Georges Daniel, Atatürk, une certaine idée de la Turquie, L'Harmattan, 2000.
- Paul Dumont, Mustafa Kemal invente la Turquie moderne, Bruxelles, Complexe, 1983, rééd. 1997 et 2006.
- Berthe Georges-Gaulis, Angora, Constantinople, Londres. Moustafa Kémal et la politique anglaise en Orient, Paris, Armand Colin, 1922.
- Alexandre Jevakhoff, Kemal Atatürk, les chemins de l’Occident, Paris, Tallandier, 2004.
- Yakup Kadri Karaosmanoglu, Ankara, éditions Turquoise, Paris, 2008, 204 p.
- Yakup Karaosmanoglu, Yaban, coll. « Indépendances », éditions Turquoise, Paris, 2022, 229 p.
- Ali Kazancıgil et Ergun Özbudun (dir.), Atatürk, fondateur de la Turquie moderne, Paris-New York-Barcelone, Masson, 1984
- Bernard Lewis, Islam et Laïcité. L'émergence de la Turquie moderne, Paris, Fayard, 1988.
- F. Mallet, La Guerre d'indépendance turque : La première guerre anti-impérialiste du XXe siècle, coll. « Indépendances », éditions Turquoise, Levallois-Perret, 2022, 180 p.
- Andrew Mango, Mustafa Kemal Atatürk, Paris, CODA éditions, 2006.
- Fabrice Monnier, Atatürk : Naissance de la Turquie moderne, Paris, cnrs Éditions, 2015, 350 p. (ISBN 978-2-271-08313-5)
- Jean Mélia, Mustapha Kémal ou la rénovation de la Turquie, Paris, Fasquelle, 1929.
- Willy Sperco, Moustapha Kémal Atatürk, créateur de la Turquie moderne, Paris, Nouvelles éditions latines, 1958.
- Armstrong, H. C. : Mustafa Kemal, Paris, Payot, 1933.
- Tourgut, Atatürk : Turquie 2000, éditions Turquoise, Paris, 2000, 160 p.
- Mehmed lu (trad. de l'anglais par Emmanuel Szurek), Atatürk : une biographie intellectuelle, Paris, Fayard, 2016, 277 p. (ISBN 978-2-213-68633-2, OCLC 969617765).
- Alexandre Jevakhoff, Kemal Atatürk, père fondateur de la Turquie, Paris, Tallandier, collection « Texto », 2021, 576 p.  (ISBN 979-10-210-4888-1).

#### Ouvrages en turc
- Utkan Kocatürk : Pensées d'Atatürk, éditions Turhan, 1984.
- Sina Akşin : Histoire récente de la Turquie, édition Imaj, 1996.
- Tourgut, Atatürk : Tükiye 2000, éditions Turquoise, Paris, 2000, 160 p.

#### Ouvrages en anglais
- Edward J. Erickson, Mustafa Kemal Atatürk, Oxford-New York, Osprey Publishing, 2013.
- George Gawrych, The Young Atatürk: From Ottoman Soldier to Statesman of Turkey, Londres-New York, I.B. Tauris, 2013.
- Şükrü Hanioğlu, Atatürk: an Intellectual Biography, Princeton-Oxford, Princeton University Press, 2011.
- George S. Harris et Nur Bilge Criss (dir.), Studies in Atatürk's Turkey. The American Perspective, Leyde, Brill, 2009.
- Norman Itzkowitz et Vamık D. Volkan, The Immortal Atatürk: A Psychobiography, Chicago-Londres, Chicago University Press, 1984.
- Patrick Balfour Kinross, Atatürk: a biography of Mustafa Kemal, father of modern Turkey, Quill/Morrow, 1992.
- Mandel Mike, Zakari Chantal, The State of Ata. The Contested Imagery of Power in Turkey, Boston, Eighteen Publications, 2010, 256-xvi p.
- Clair Price, The Rebirth of Turkey, New York, Thomas Seltzer, 1923.
- Arnold Reisman, Turkey's modernization. Refugees from nazism and Atatürk's vision, Washington, New Academia Publishing, 2006.
- Salâhi R. Sonyel, Atatürk: The Founder of Modern Turkey, Ankara, TTK, 1989.
- Tourgut, Atatürk : Turkey 2000, éditions Turquoise, Paris, 2000, 160 p.

### Documentaires
- Atatürk : Père de la Turquie moderne, écrit et réalisé par Mickaël Gamrasni (2023)[83],[84].
- Mustafa Kemal Atatürk : naissance d'une république, réalisé par Sévérine Labat (2005)[85].

### Films
- Mustafa (en), film biographique turc réalisée par Can Dündar (2008), qui n'est pas seulement hagiographique, ayant eu un succès important en Turquie, malgré les controverses[86] ;
- Veda, film biographique réalisé par Zülfü Livaneli (2010) ;
- Atatürk, téléfilm biographique allemand réalisé par Monika Czernin, (2018)[87].

### Bande dessinnée
De nombreux passages de la bande dessinée Le Père turc : À la recherche de Mustafa Kemal de Loulou Dédola et Lelio Bonaccorso, sortie en 2018, montrent la vie de Mustafa Kemal qui deviendra Atatürk.